# Софийский собор (Вологда)
Софи́йский собо́р (Собор Софии Премудрости Божией) — православный храм в Вологде, на территории Вологодского кремля. Возведён в 1568—1570 годах по распоряжению Ивана Грозного. Древнейшее сохранившееся каменное сооружение города. С 1587 по 1923 год — кафедральный собор Вологодской епархии (с 1776 по 1938 годы — вместе с тёплым Воскресенским собором) и усыпальница вологодских архиереев. В соборе практически полностью сохранились фрески XVII века и иконостас первой половины XVIII века. В настоящее время является кафедральным собором Вологодской митрополии и епархии наряду с Воскресенским собором.

## История
Закладка в 1567 году Вологодского кремля подразумевала размещение на его территории нового кафедрального храма взамен деревянного городского собора Воскресения, оказавшегося за пределами нового центра города, на Ленивой площадке. Строительство каменного собора внутри кремля, на берегу реки Вологды началось в 1568 году по распоряжению Ивана Грозного. Согласно летописным свидетельствам, Иван Грозный повелел «соборную церковь Софийскую во имя Успения Пресвятой Богородицы поставить внутри города у архиерейского дому». По другим сведениям, Архиерейский двор был перенесён позднее, уже к строящемуся Софийскому собору. Данных об освоении территории, примыкающей к собору, в догрозненский период недостаточно. Археологические раскопки 2000 года показали в этом районе только существование построек, датируемых 1560—70-ми годами.
В качестве архитектурного образца был избран Успенский собор в Москве. Иван Грозный, видимо, хотел иметь в своей северной опричной резиденции подобие Успенского собора Московского кремля. Иван Грозный лично наблюдал за строительством Вологодского кремля, неоднократно подолгу останавливался в Вологде. Царь посетил собор после завершения основных строительных работ в 1570 году, а вскоре после этого неожиданно покинул Вологду, после чего строительство как кремля, так и собора было заброшено. Существует легенда, связанная с этим посещением:

Неции же глаголют, егда совершена бысть оная церковь и великий государь вшед видети пространство ея, и будто нечто отторгнуся от свода и пад, повреди государя во главу. И того ради великий государь опечалихся и повеле церковь разобрать. Но чрез же некоторое прошение преклонися на милость, обаче многия годы церковь было не освящена.
— Иван Слободской. Летописец. 1716 год.
Собор оставался неоконченным до 1587 года, когда при царе Фёдоре Иоанновиче приступили к его достройке. Отделка была выполнена не полностью: окончен был лишь южный придел, средняя же часть храма была достроена позднее.
Раньше, чем главный престол был освящён южный придел собора. В 1587 году он был освящён Антонием, епископом Вологодским и Великопермским во имя Усекновения главы Иоанна Предтечи, патронального святого царя Иоанна IV Грозного, крещённого в день памяти святого. Придел располагался в дьяконнике собора вплоть до капитального ремонта интерьера 1848—1850 годов.
В 1612 году, во время того как «польские и литовские люди и черкасы и казаки и русские воры» захватили Вологду, собор был разгромлен и повреждён пожаром: сгорели крыша и главы с крестами. После ухода захватчиков начались доделки и исправления собора. Был восстановлен иконостас. Богослужебные принадлежности были временно взяты из Спасо-Каменного и Глушицкого монастырей. В 1612—1613 годах отремонтированный собор, в том числе и главный престол, освятили повторно.

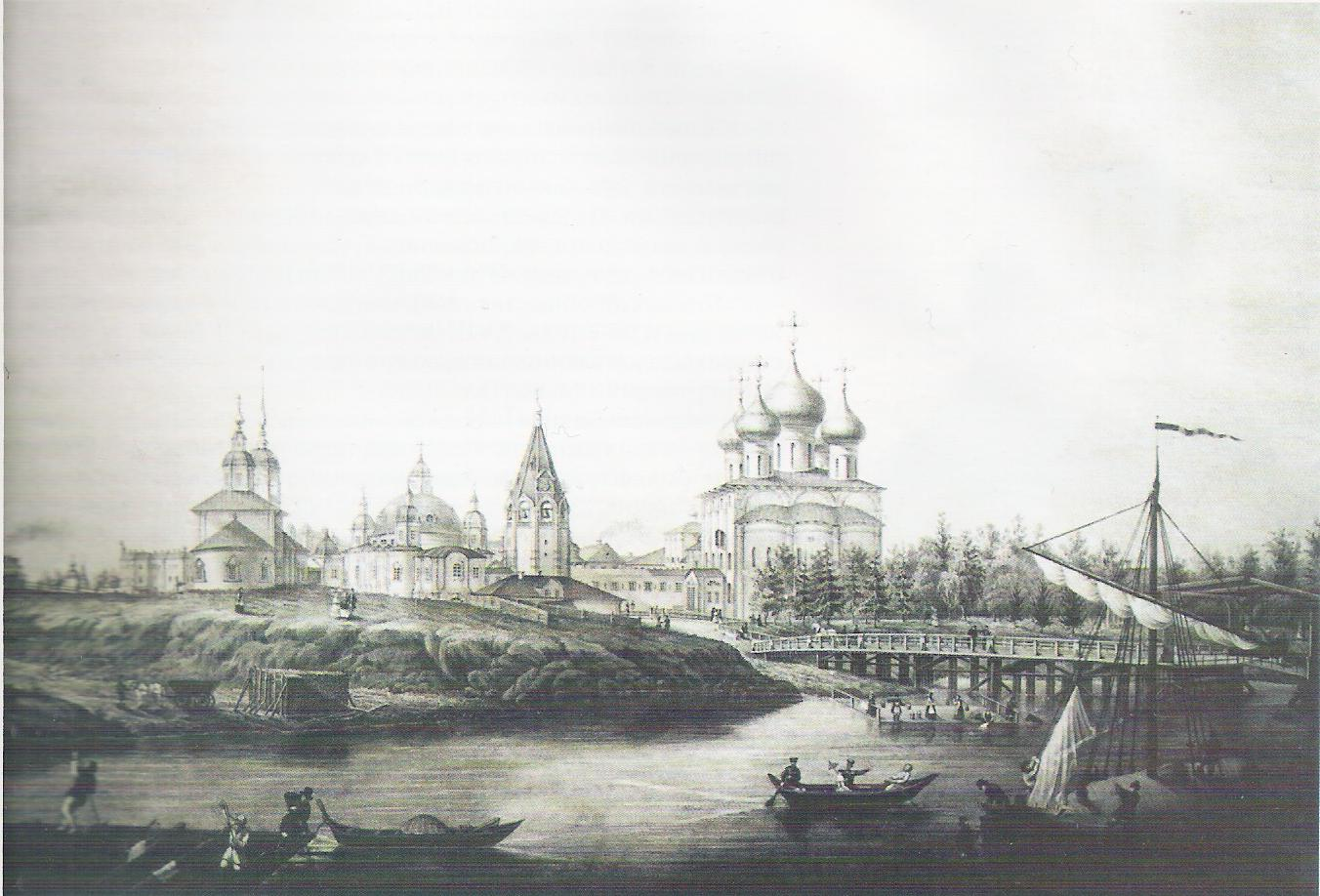
Софийский собор на гравюре А. Скино по рисунку А. Ушакова, 1853 г.
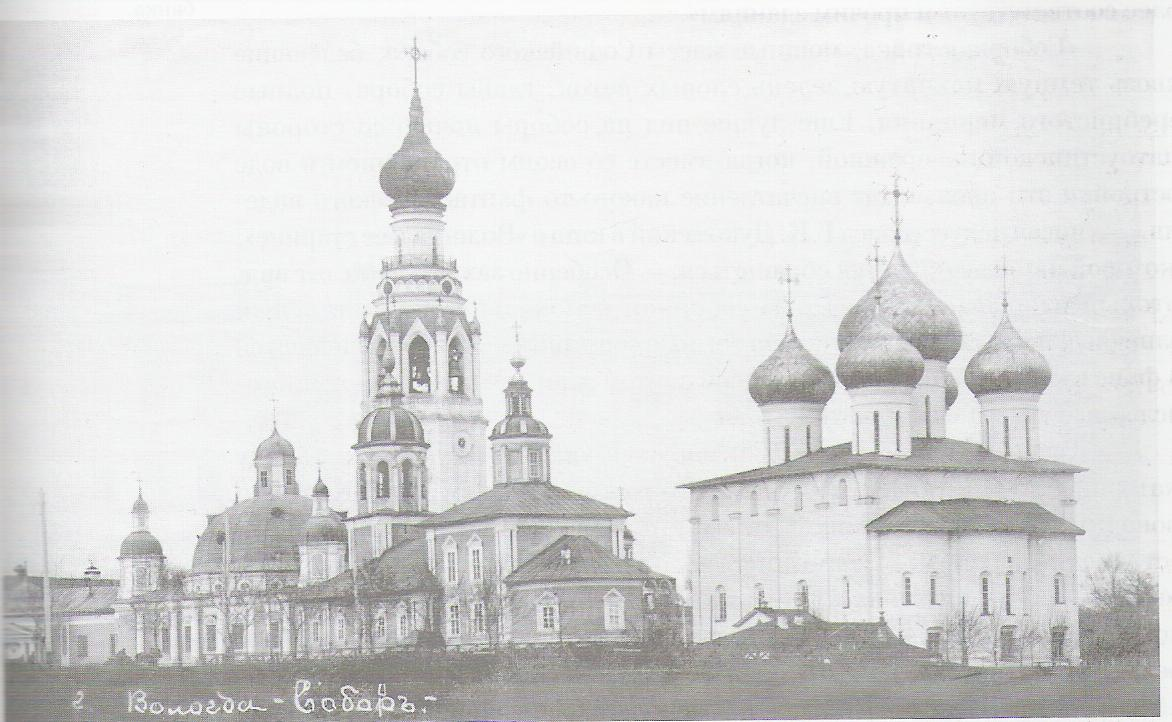
Софийский собор в начале XX века. Почтовая открытка
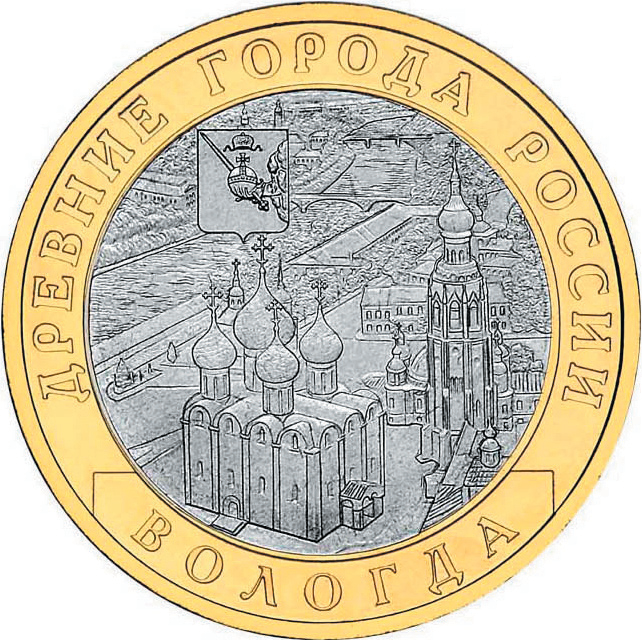
Софийский собор на 10-рублёвой монете из серии «Древние города России»

В 1639 году Михаил Фёдорович пожертвовал в собор Софии медное паникадило весом 28 пудов 30 фунтов. Через несколько лет в Архангельске для собора были куплены ещё три паникадила заграничной работы.
При епископе Гаврииле в 1686—1688 году собор был расписан артелью ярославских иконописцев под руководством Дмитрия Григорьева. Перед росписью были растёсаны пять окон четверика и прорублены окошки в нижней части апсид. Оконные откосы были также расписаны артелью Дмитрия Григорьева.
В 1698 году и 1724 году собор подвергался разрушительным пожарам. После пожара 1724 года, в 1737—1744 годах был установлен новый пятиярусный иконостас, существующий и сейчас.
До 1776 года, то есть до постройки тёплого Воскресенского собора, богослужения в Софийском соборе проходили круглый год.
При капитальном ремонте 1848—1851 годов ко всем входам были пристроены каменные притворы, были расширены оконные проёмы, крышу покрасили в зелёный цвет. В 1860-х годах вокруг Софийского собора была поставлена каменная ограда.
Собор посещали императорские особы: в 1724 году — Пётр I, в 1824 году — Александр I, в 1858 году — Александр II.
В 1923 году собор был закрыт и передан краеведческому музею. В Софийском соборе была размещена экспозиция по истории религии и атеизма, частью которой стал маятник Фуко, установленный в 1929 году. С 1935 года Софийский собор является памятником федерального значения.
В 1966—1968 годах Всесоюзные научно-реставрационные мастерские (ВСНРМ) под руководством архитектора В. С. Баниге были проведены реставрационные работы, в результате которых собору вернули вид, соответствовавший XVII веку: устроено позакомарное покрытие из оцинкованной стали, установлены новые купола, восстановлены узкие окна в соборе, разобраны каменные притворы у входов в собор, восстановлены порталы входов. Внутри храма под руководством художника-реставратора Николая Перцева проводились работы по закреплению старинной фресковой живописи.
С 1999 по 2007 год была проведена комплексная реставрация собора. Сейчас Софийский собор находится в ведении Вологодского государственного музея-заповедника и открыт для посещения в летнее время. В некоторые церковные праздники в соборе проводятся службы.
В июне 2007 года в Софийском соборе совершил торжественную литургию Патриарх Московский и Всея Руси Алексий II.

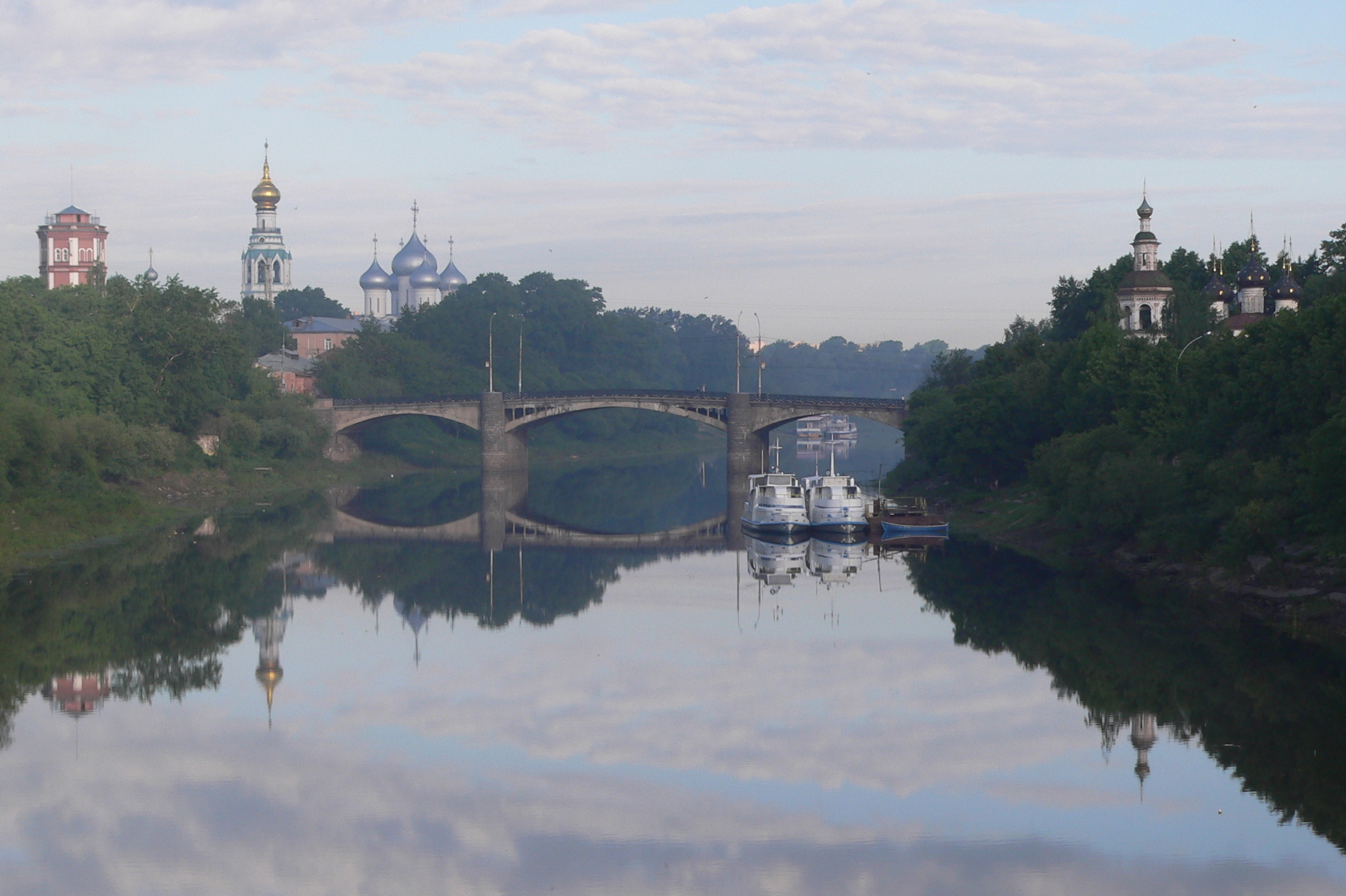
Вид на Софийский собор и колокольню через реку Вологду и Октябрьский мост. Туманное утро
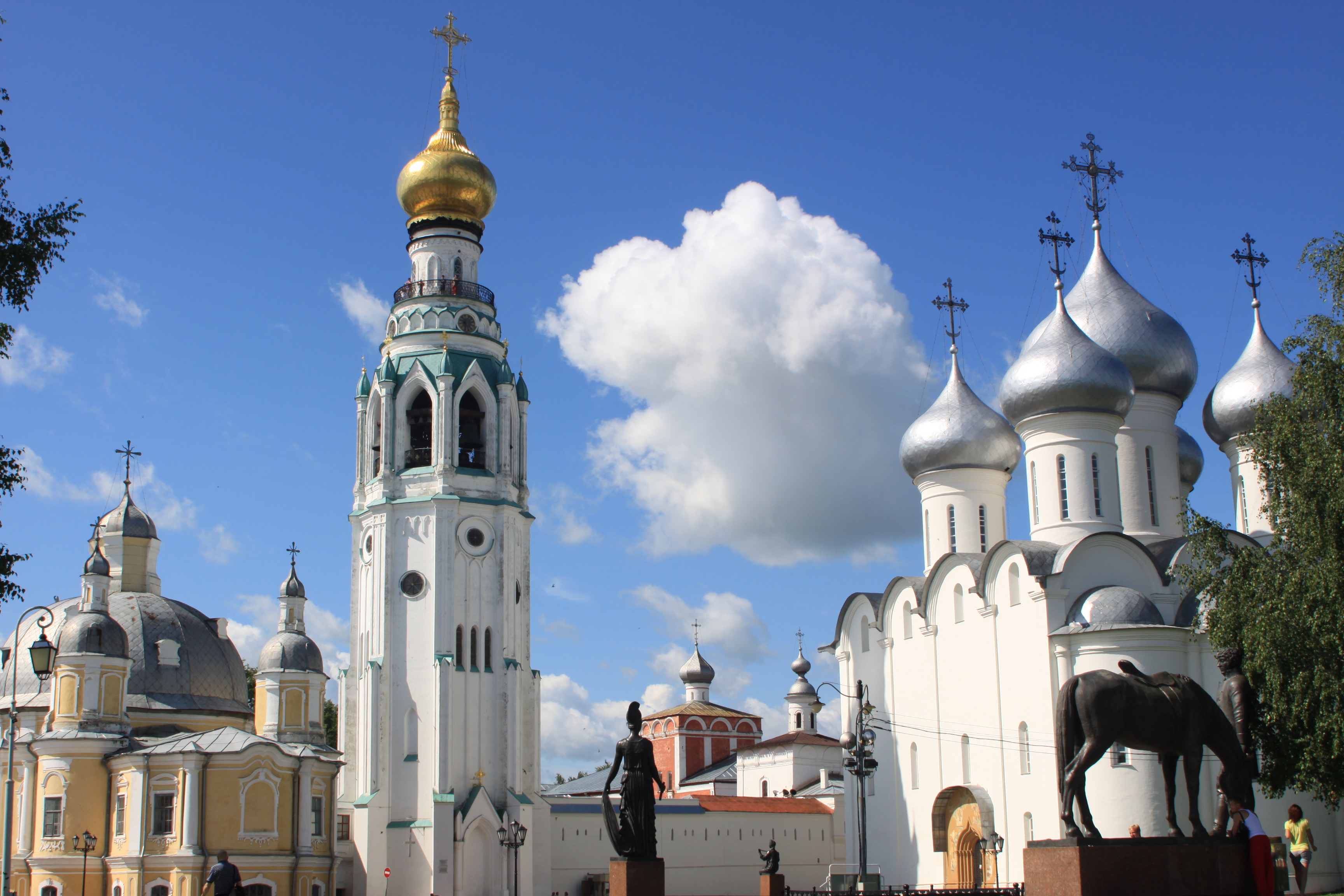
Кремлёвская площадь. Слева направо: Воскресенский собор, колокольня, Архиерейский двор с церквями (в глубине), Софийский собор
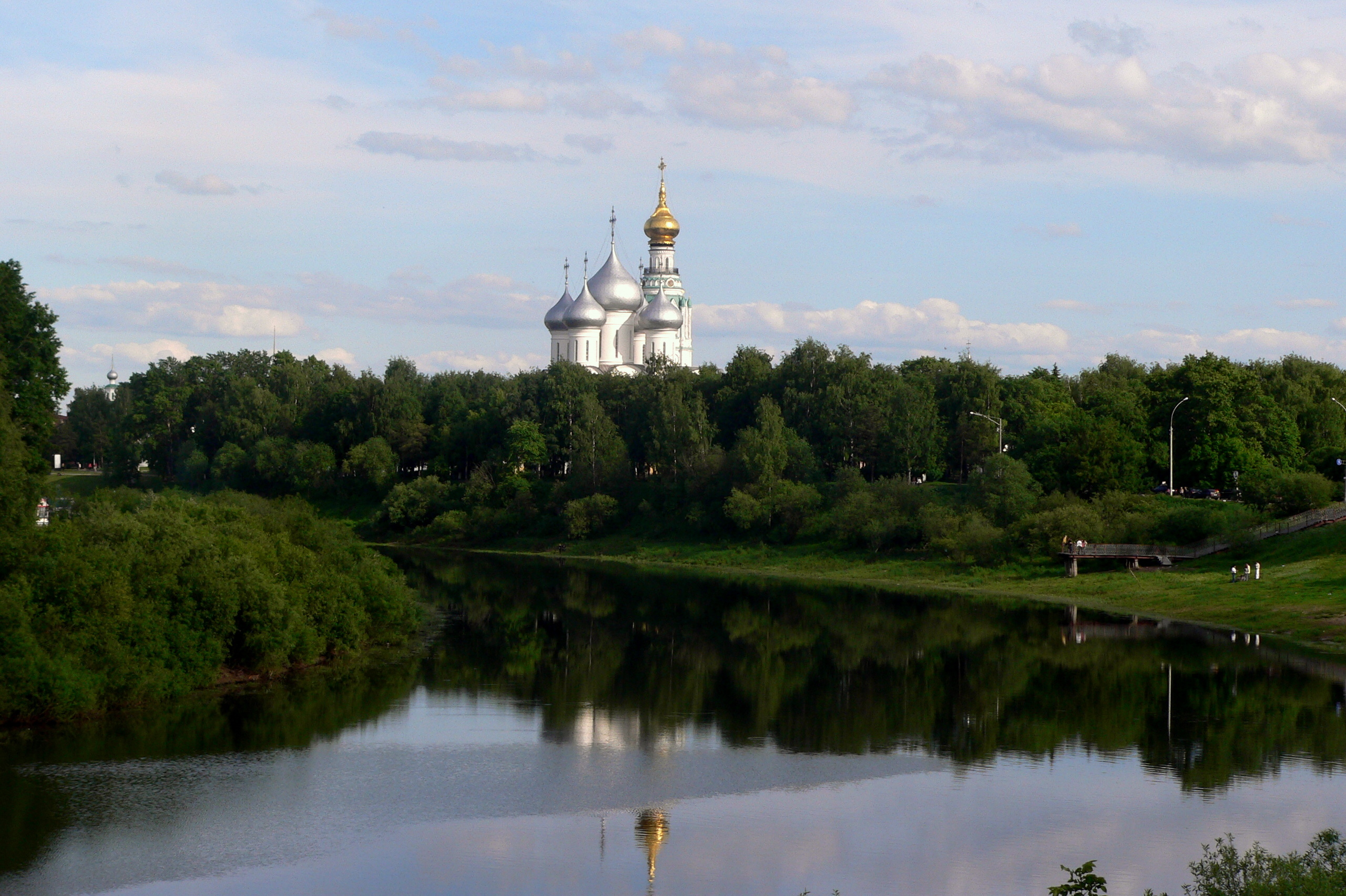
Вид на Соборную горку с Ленивой площадки
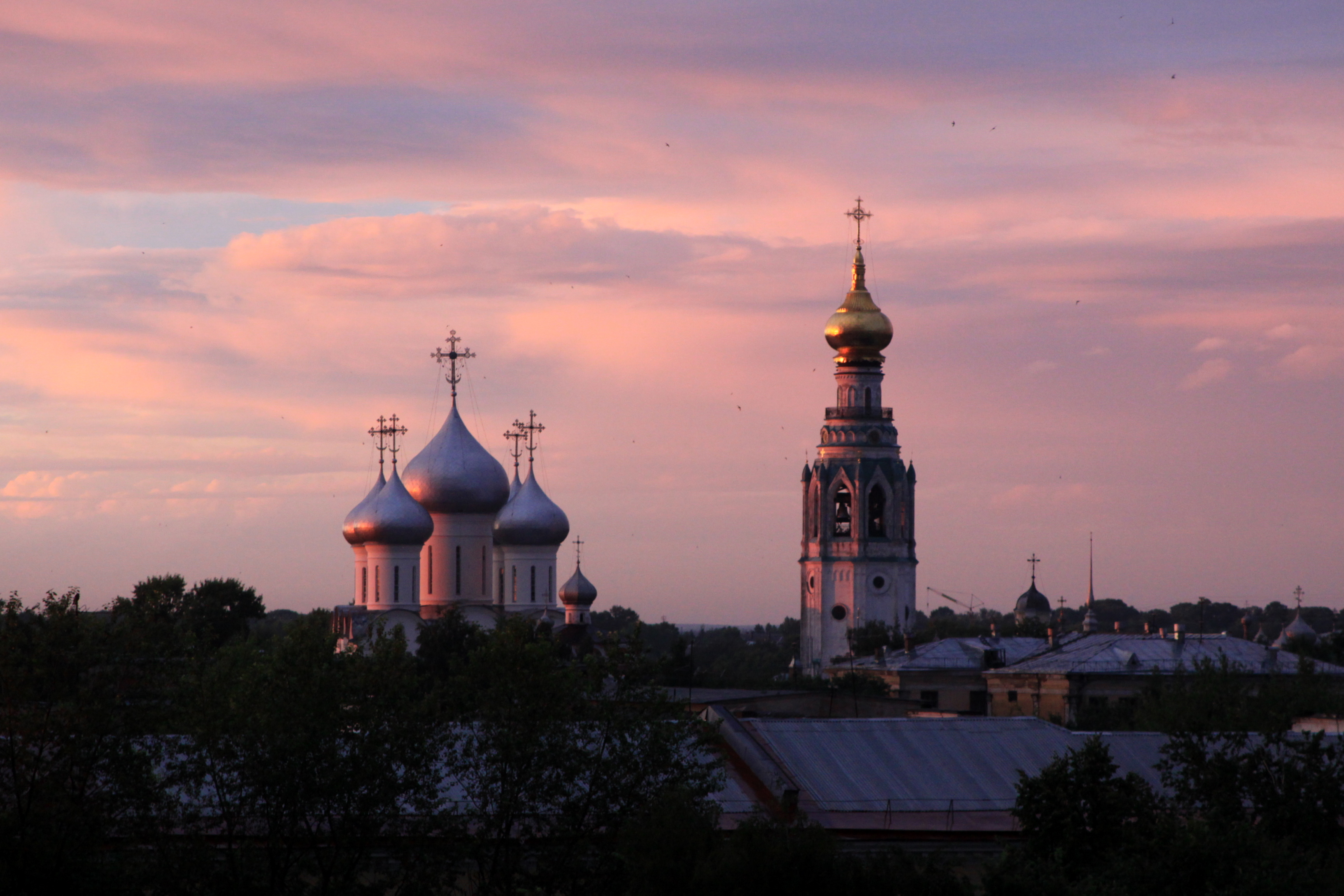
Софийский собор и его колокольня и сегодня доминируют над центром Вологды. Закат

## Посвящение
Согласно летописи 1716 года, составленной Иваном Слободским, первоначально планировалось посвящение собора Успению Богоматери:

Лета 7076 (1568). Великий государь царь Иван Васильевич повеле соборную церковь во имя Успения пречистыя Богородицы поставить внутри города у архиерейского дому, и делали ю два года, а колико зделают, то каждого дня покрывали лубьем и другими орудии, и того ради оная церковь крепка на разселины.
Послуживший прообразом храма Успенский собор в Москве в то время приобретает особое значение в системе символов русского государства и русской церкви. Во второй половине XV — первой трети XVI века конституируется его положение как соборной церкви русской митрополии. Москва утверждается как новый канонический центр, и именно к этому времени относится постройка реплик Успенского соборов в Ростове Великом, Дмитрове, Новодевичьем монастыре. Распространение Успенских храмов связывают также и с градозащитной семантикой Богоматери. После Стоглавого собора (1551 год), структурировавшего сакральное пространство страны, наблюдается вторая волна обращения к образцу Успенского собора. К этому периоду относится постройка Успенского собора в Троице-Сергиевой Лавре (1559 год) и закладка Успенского (Софийского) собора в Вологде.

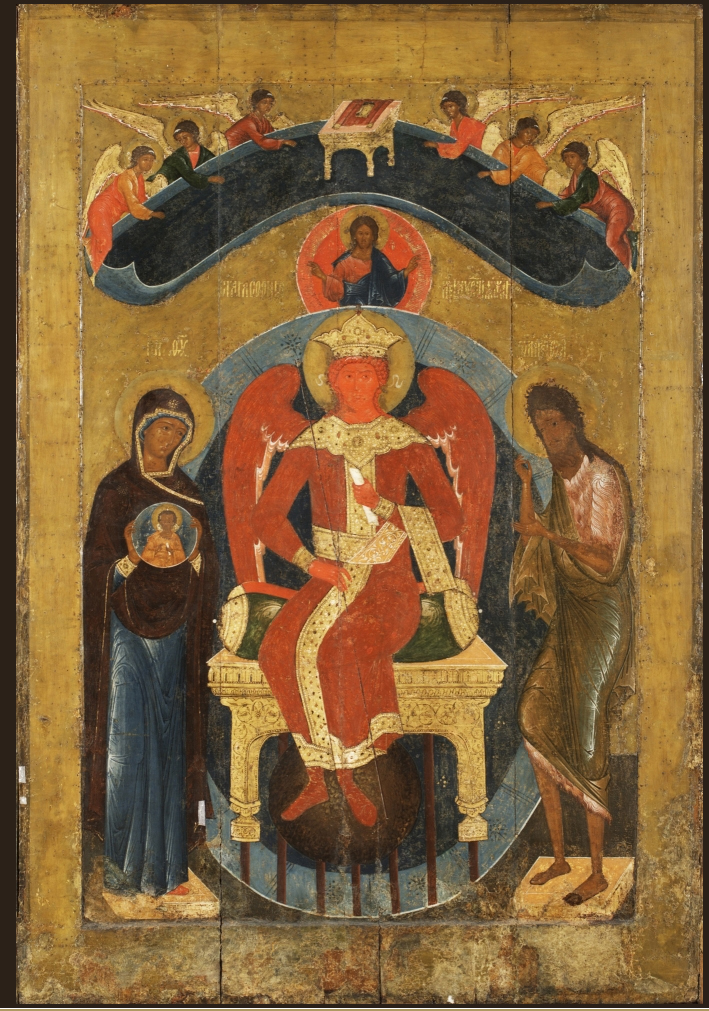
София Премудрость Божия Слова. Храмовая икона собора (фрагмент). 1618 г. ВГИАХМЗ

С XVI века в Вологде уже существовала церковь Успения (позднее — Успенский собор Горне-Успенского монастыря) — один из древнейших храмов города, давших наименование его Успенской трети, подчинявшейся Новгороду (наряду с «московской» Владимирской третью (по Владимирской церкви) и «ростовской» Мироносицкой).
После неожиданного отъезда Ивана Грозного из Вологды в 1571 году собор долгое время стоял неосвящённым. В 1587 году, раньше, чем главный престол, был освящен придел в южной части алтарного объёма в честь Усекновения главы Иоанна Предтечи. Такое посвящение престолов в эпоху Ивана Грозного носит программный характер: подобные храмы в большом количестве возникали по прямому указанию Ивана IV или вследствие ориентации Церкви на подобные указания. То есть, в 1587 году, при достройке собора помнили о том, что Иван IV хотел иметь придел, посвященный своему ангелу. Также возможно предположить, что сын Грозного Фёдор Иоаннович таким способом решил почтить память об отце.
Главный престол был освящён в 1612 году в честь Софии Премудрости Божией Слова. София — понятие христианской философии, аллегорический образ и, одновременно, личностный персонаж, тождественно близкий к божественному «Я», представление олицетворённой мудрости Бога.
Посвящение Софии исторически — древняя традиция, берущая начало из Византии. Софии были посвящены главные соборы многих городов, наследующих традиции Византии (см.: Софийский собор (Константинополь), Софийский собор (Киев), Софийский собор (Новгород), собор святой Софии (София) и другие). Посвящение же вологодского собора Софии Премудрости Божией связывают с демонстрацией независимости Вологды от Великого Новгорода и возвышением Вологды после переноса в неё центра Вологодско-Пермской епархии из Усть-Выми в 1589 году. Кафедра была возведена на степень архиепископии, утвержден титул архиерея — архиепископ Вологодский и Великопермский. После освящения главного престола в конце XVI века вологодский Архиерейский дом по аналогии с новгородским стал именоваться «Домом святой Софеи». Храмовая икона Софии Премудрости Слова Божия (1618 год, иконописцы Ждан Дементьев, Василий Новгородец, сейчас в Вологодском историко-архитектурном музее-заповеднике) стала епархиальным символом.
По замечанию философа и богослова Г. В. Флоровского, тот факт, что празднование Успения в новгородских землях было связано с Софией (у последней нет своего праздника), показывает, что София и Успение — это близкие понятия.

## Архитектура
Софийский собор представляет собой прямоугольный в плане, шестистолпный, пятикупольный храм, с сильно выступающими полукружиями трёх алтарных апсид. Размеры собора: длина стен — 38,5 м, ширина — 25,6 м, общая высота — 59 м. Материал стен — кирпич. Архитектурным образцом для Софийского собора являлся Успенский собор Московского кремля.

### Внутреннее пространство

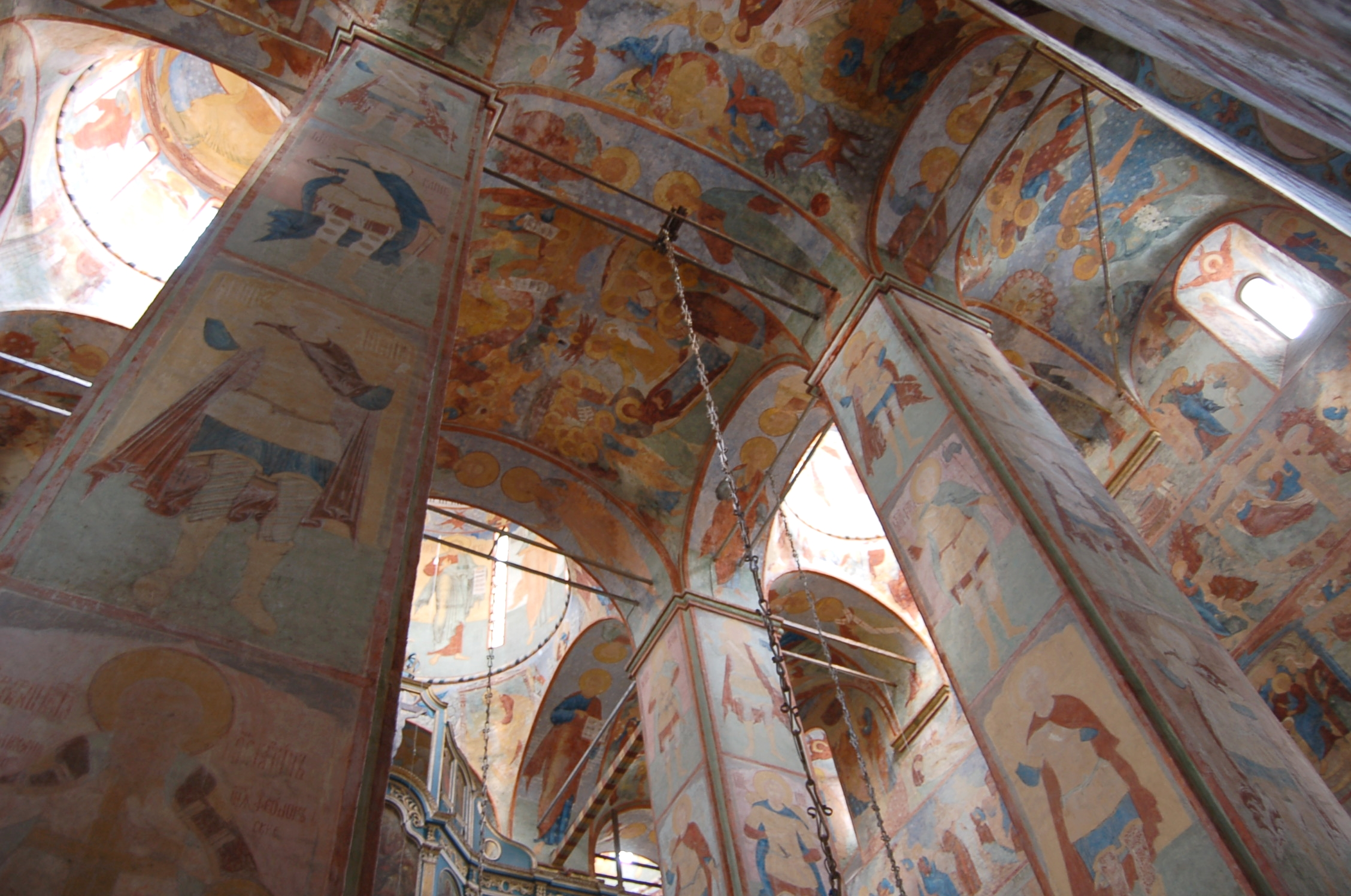
Интерьер с фресками XVII века

Внутреннее пространство храма разделено столпами на три нефа. Нефы расположены таким образом, что основные продольный и поперечные нефы, по сравнению с остальными, обладают большей шириной. Средний компартимент западного поперечного нефа перекрыт не крестовым, а коробовым сводом, который опирается на арки, расположенные ниже остальных подпружных арок. Столпы имеют кресчатую форму, завершены импостами, составленными из двух полочек и четвёртого валика между ними. Основания четырёх западных столпов профилированы и близки по форме к аттической базе. Восточная пара столпов баз не имеет. Барабаны глав и крестовые своды опираются на пониженные подпружные арки, которые переброшены между столпами, а также столпами и стенами. Основания барабанов оформлены карнизами в виде валика. Внутреннее пространство собора освещается двумя ярусами узких окон четверика с воронками, без профилировок. Все окна почти одинаковой ширины. В нижнем ярусе — высокие, в верхнем — небольшие. При этом окна верхнего света находятся на большой высоте. Также свет проникает через узкие окна барабанов и апсид. Таким образом, верхнее пространство собора освещено лучше, чем нижнее.
Первоначальная кирпичная алтарная преграда (в настоящее время скрыта иконостасом XVIII века) выложена заподлицо с западными гранями восточной пары столпов.

### Входы, декор внешних стен, покрытие
В собор ведут открытые порталы с севера и юга и большое сводчатое двухарочное крыльцо с белокаменной гирькой с запада. Откосы порталов имеют профилерованные базы и капители, а архивольты — килевидную форму. Прясла сегментированы в соответствии с крестово-купольным построением храма.
Декор внешних стен собора представлен следующими элементами. Простой по форме цоколь образован валиками и двумя уступами в его нижней части. Между апсидами поставлены полуколонки с простыми завершениями. Пилястры, поддерживающие большие закомарные завершения имеют импосты, которые здесь заменяют капители. Лопатки на стенах собора, отвечающие столпам отсутствуют.
Покрытие шестистолпного Софийского собора позакомарное, волнистое завершение которого характерно для классической русской крестово-купольной системы строения храма. Собор перекрыт крестовыми сводами с подпружными арками и парусами. Венчают храм пять массивных световых барабанов с купольным перекрытием. Пучинистрая форма куполов относится к XVII—XVIII векам. В. С. Баниге высказал предположение, что изначальная форма куполов была ближе к шлемовидной, с чешуйчатым покрытием. Более поздние исследования С. В. Заграевского доказывают, что пучинистые (луковичные) формы глав в архитектуре Древней Руси были распространены с домонгольского времени до середины XVII века. Существование шлемовидных глав в этот период не доказано. Данный вид купольного покрытия, согласно С. В. Заграевскому, появляется только с середины XVII до конца XVIII века и через несколько десятилетий вновь сменяется периодом возведения луковичных глав. Кресты, поставленные в конце XVII века, были выполнены московскими мастерами по образу крестов церкви Николы Явленного в Москве. На среднем кресте посредине изображено Распятие, в трёх верхних оконечностях каждого креста вязью начертаны слова: «Царь Славы» (на вертикальной конечности), «ИиС ХС» (на горизонтальных).

### Пространственная ориентация собора
Ось «главный вход — алтарные апсиды» ориентирована на северо-северо-восток, что расходится с каноническим расположением храмов, обращённых апсидами на восток. Это, вероятно, связано с тем, что храмы, часовни и поклонные кресты часто ориентируются в направлении восхода солнца в день закладки или в праздник, которому посвящены. Существует также версия, что такое смещение оси вызвано тем, что Иван Грозный хотел, чтобы собор был обращён к реке, которая расположена севернее. Соответственно, стены Вологодского кремля и Архиерейского двора, ориентированные на Софийский собор, имеют не совсем корректные с географической точки зрения названия: северная стена называется восточной, западная — северной и т. д.

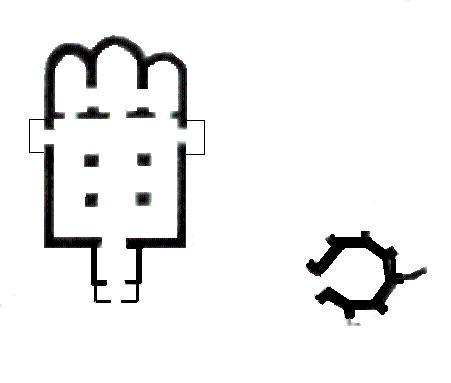
План Софийского собора и колокольни
Софийский собор до 1613 г. по В. С. Баниге с предполагаемыми шлемовидными завершениями глав
Софийский собор в 1-й четверти XVIII в. (западная стена). Реконструкция В. С. Баниге

### Софийский собор и архитектурные традиции храмов XV—XVI веков
Архитектурным прообразом Софийского собора является Успенский собор (1475—1479 гг.) Московского кремля. Общая композиция и многие детали оформления собора в Вологде, при этом традиционны пятиглавым шестистолпным храмам первой половины — середины XVI века.

Софийский собор — прекрасный тип кубического храма, возникший несомненно под влиянием форм зодчества, получившего своё начало при Иоанне III. Быть может и не без основания авторство проекта собора приписывается ученику А. Фиораванти.
— Г. К. Лукомский. Вологда в её старине. 1914 год.
Копирование московского Успенского собора — характерная черта русской архитектуры XVI века. Сходство двух построек проявляется в шестистолпной конструкции. Однако по внешнему декоративному убранству вологодский Софийский собор ближе к памятникам Новгорода: отсутствуют аркатуры, бусины портиков и другие архитектурные элементы фасада московского Успенского собора. Аркатуры отсутствуют не только на стенах, но и на барабанах глав. Отсутствием аркатурно-колончатого пояса Софийского собора отдалённо напоминает Успенский собор (1515 г.) в Тихвине.
В плане Софийский собор также отличается от московского Успенского собора. Равное расстояние между столпами последнего образует сетку из двенадцати одинаковых квадратов, тогда как в Софийском соборе главные нефы расширены за счет боковых. В Софийском соборе три апсиды, в Успенском их пять. План Софийского собора больше напоминает предшествующие ему шестистолпные храмы: ростовский Успенский собор (1508—1512 гг.), Преображенский собор Хутынского монастыря (1515 г.), новгородскую церковь Никиты Мученика (середина 1550-х) и др. То есть, план собора в Вологде формировался в традиции шестистолпных пятиглавых храмов XVI века.
Ещё одна отличительная черта от Успенского собора Московского кремля — кресчатая форма столпов. Такие столпы были характерны для первой половины — середины в XVI века начиная с Архангельского собора в Москве (1505—1508 гг.). Софийский собор не имеет настенных лопаток, характерных для большинства шестистолпных храмов рассматриваемого периода. В этом отношении, например, внутренних настенных лопаток не было предположительно и у Успенского собора (1554—1558 гг.) в Великом Устюге и Христорождественского собора (1562 г.) в Каргополе.
Тип перекрытия в вологодском соборе восходит к Успенскому собору в Москве, где впервые была применена система палатного перекрытия крестовыми сводами, расположенными на одном уровне. Благодаря этому, внутренне пространство получило черты зального типа, а не крестово-купольного. Следовательно, Софийский собор в Вологде нельзя считать крестово-купольным храмом. Некоторое отличие в типе перекрытия собора в Вологде связано с тем, что средний компартимент западного поперечного нефа перекрыт коробовым сводом. То есть, палатным характером обладает лишь пространство для молящихся, а интерьер алтарной части дифференцирован по сравнению с ней. Данное сочетание перекрытий впервые было применено в суздальском Покровском соборе (1510—1513 гг.) Покровского монастыря.

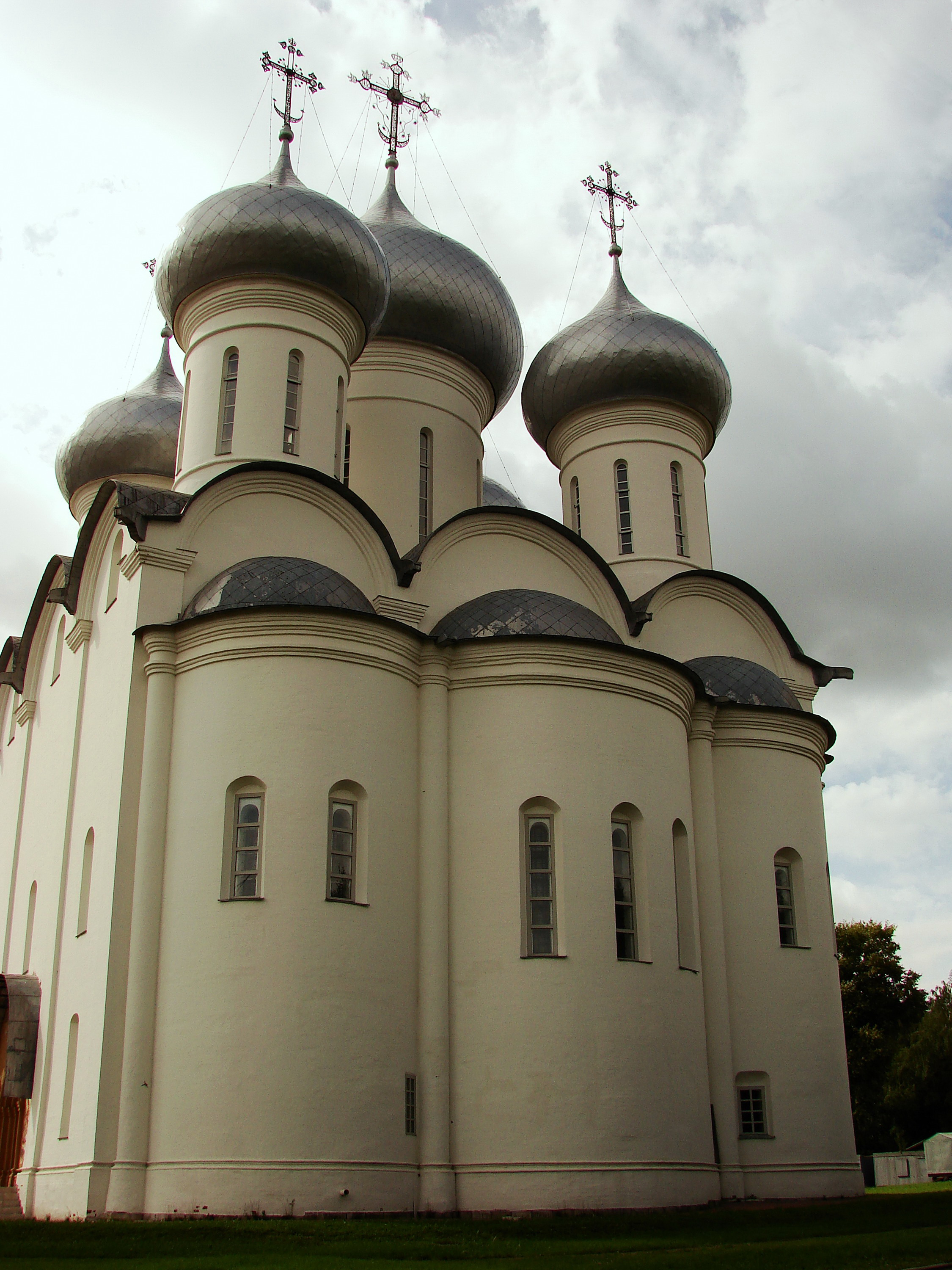
Апсиды. Восточная стена
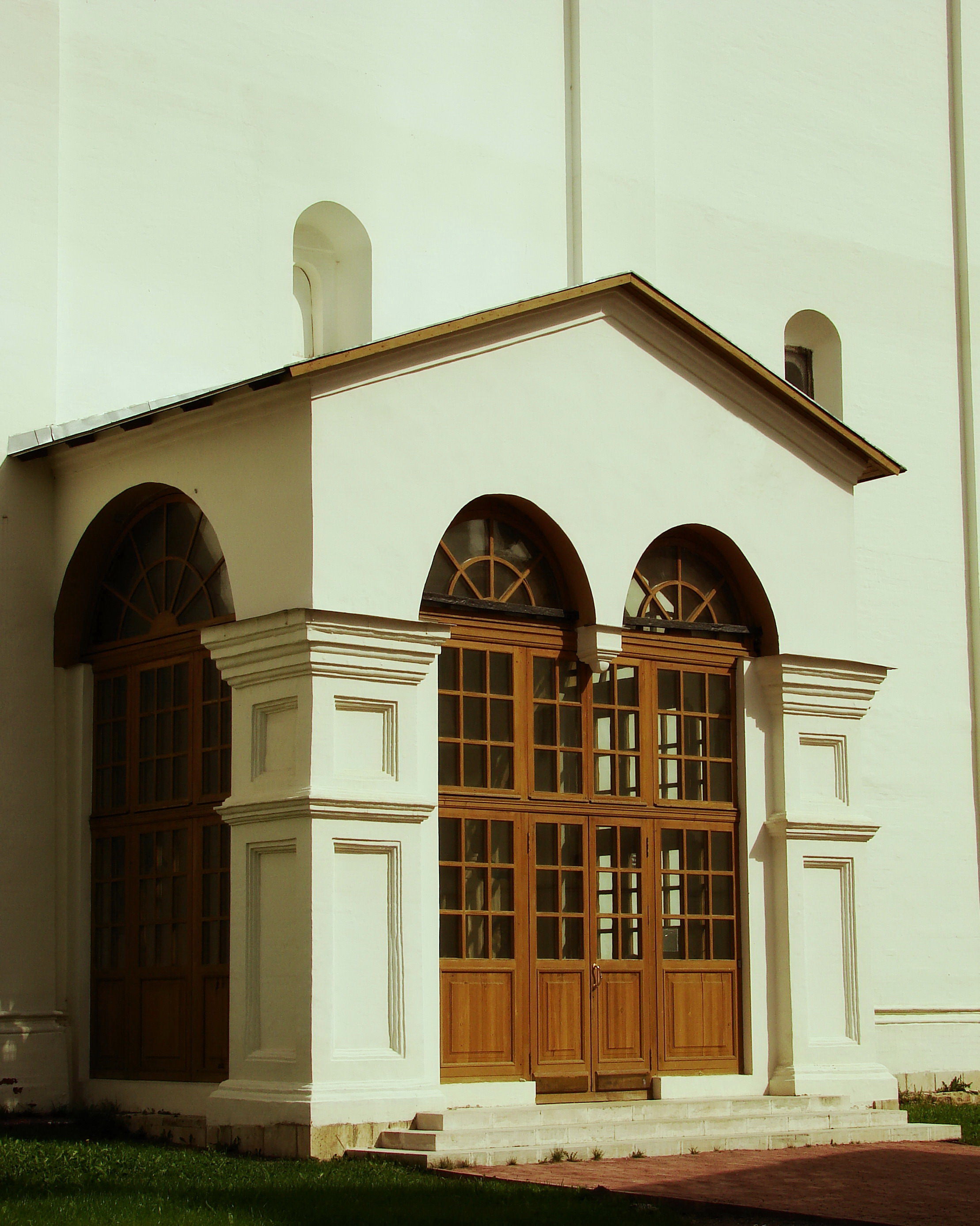
Западное крыльцо. Действующий вход в собор
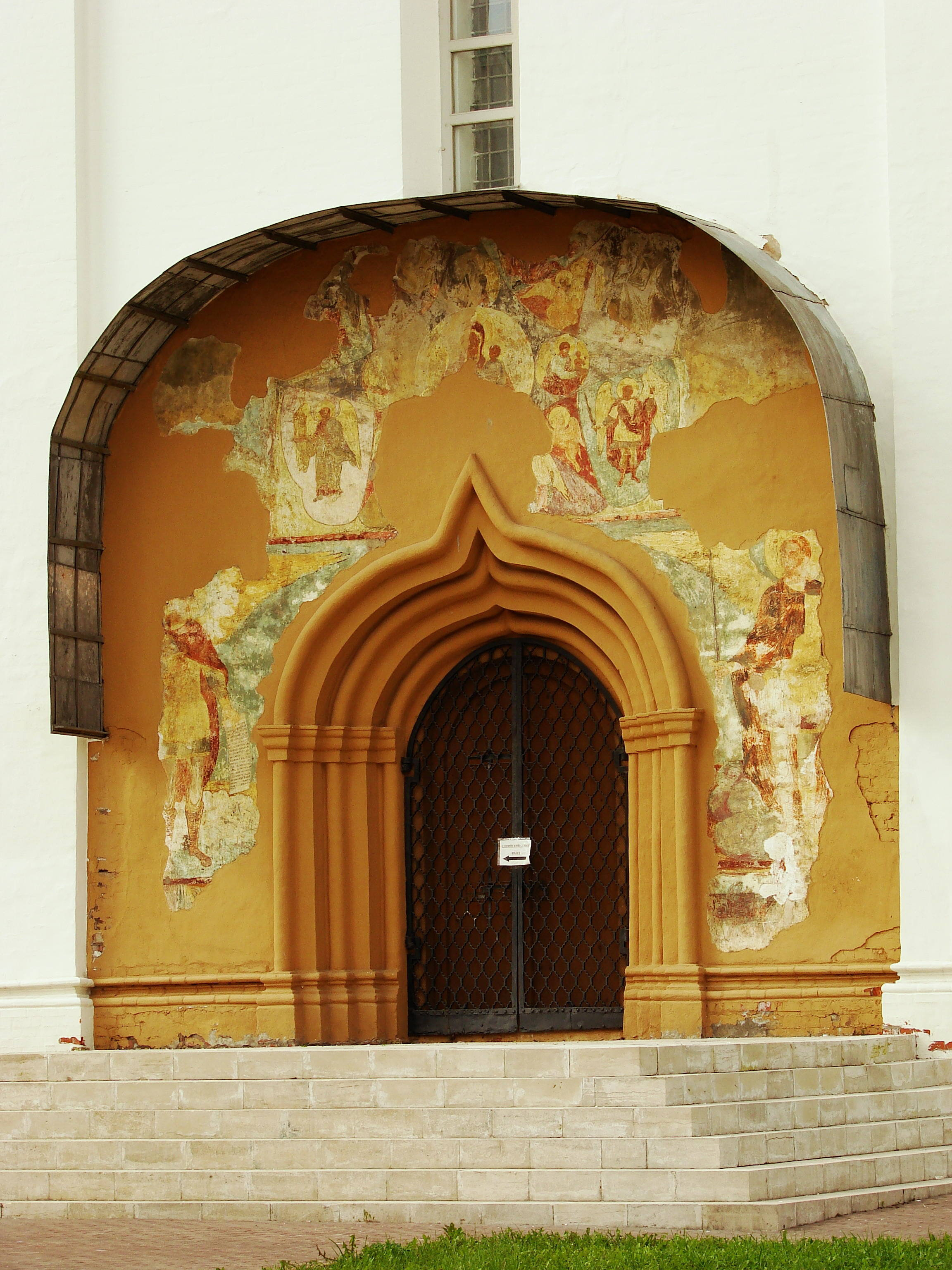
Перспективный южный портал с фресками
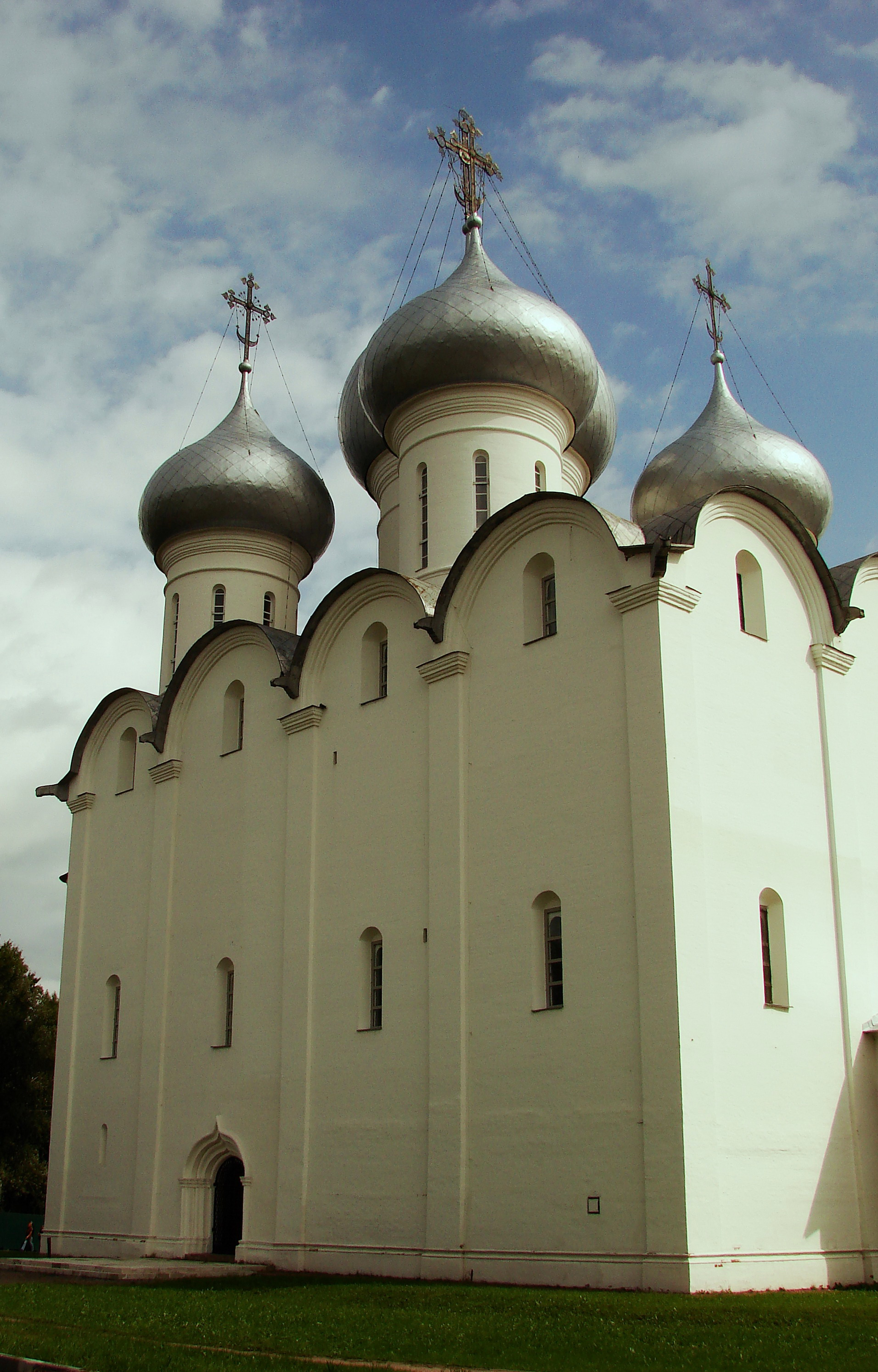
Северная стена и портал

## Перестройки и реставрации
Софийский собор подвергался многочисленным переделкам. Наиболее значительными были: замена позакомарного покрытия четырёхскатной кровлей в первой половине XVIII века и растёска большинства оконных проёмов в конце XVII и в начале XIX века. В 30-х годах XVII века к западному порталу было пристроено деревянное крыльцо, которое заменили каменным в конце XVII века. Позакомарное покрытие и оригинальную ширину окон вернули в ходе реставрации 1958—1965 годов.
Согласно В. С. Баниге и Н. В. Перцеву, со времени строительства до пожара 1612 года собор имел шлемовидные завершения и позакомарное покрытие. После пожара собор восстанавливали и украшали в течение всего XVII столетия. В 1621—1622 годах в соборе поставили новый главный иконостас, увеличили главы, сделав их пучинистыми, и покрыли железом. В 1628 году в окна вставлены слюдяные окончины. В 1630-х годах к западному порталу было пристроено деревянное крыльцо. В 1645 году поставлена деревянная сень над престолом. В 1670-х годах были сделаны новые главы, покрытые чешуёй.
После следующего пожара 1698 года, были восстановлены главы прежней формы — пучинистые, но сделаны они были слишком большими. В результате к концу 1720-х годов центральная глава осела и повредила соседние. При последующей реконструкции были поставлены пучинистые главы меньше прежних, которые в последующем не переделывали. В 1686—1700 годах к западному порталу пристроено каменное крыльцо, сохранившееся до настоящего времени. Перед остальными дверями крыльца оставались деревянными. Перед росписью 1686 года были растёсаны пять окон четверика и прорублены окошки в нижней части апсид.
После очередного пожара 1724 года, между 1737—1744 годами был поставлен новый пятиярусный иконостас, существующий и сейчас. В 1740-х годах вместо позакомарного покрытия было установлено четырёхскатное, которое разобрали при реставрации 1950—60-х годов. В 1760 году в алтаре было прорублено большое квадратное окно. В 1765 году пол в соборе был выстлан чугунными плитами, отлитыми на Терминском железном заводе.
При капитальном ремонте 1848—1851 годов ко всем входам были пристроены каменные притворы. При этом западный притвор закрыл своими стенами каменное крыльцо XVII века. Также были расширены оконные проёмы, крыша покрашена в зелёный цвет. В 1860-х годах вокруг Софийского собора была поставлена каменная ограда с железной решёткой.
В 1929 году чугунный пол был снят, и настлан деревянный. В 1966—1968 годах Всесоюзные научно-реставрационные мастерские (ВСНРМ) под руководством архитектора В. С. Баниге провели реставрационные работы. Вместо железной четырёхскатной крыши раскрыто позакомарное покрытие, установлены новые купола, восстановлены узкие окна. Позакомарное покрытие и купола покрыты оцинкованной сталью. Разобраны устроенные в 1850 году каменные притворы у входов в собор, восстановлены порталы входов, сделан ремонт наружной штукатурки, побелены стены. Полностью раскрыто западное каменное крыльцо XVII века. Внутри храма под руководством художника-реставратора Н. В. Перцева проводились работы по закреплению старинной фресковой живописи.
С 1999 по 2007 год проводилась комплексная реставрация собора. Восстановлена разрушенная лицевая кладка, произведена обработка кирпичей цокольной части специальными влагонепроницаемыми составами, устроен пол из белого камня в западном крыльце. В соборе устроен тёплый пол с вентилируемым подпольным пространством. Выполнены работы по реставрации иконостаса.

## Стенные росписи

### История
Софийский собор стал первым храмом Вологды, расписанным стенным письмом. Собор начали расписывать 20 июля 1686 года артелью ярославских мастеров во главе со знаменщиком Дмитрием Григорьевым Плехановым. Об этом говорится в настенной летописи собора, а также в записи книги Архиерейского двора:
1686 г. марта 23 подрядился на Вологде Соборную церковь и с алтарем и с пределы подписать стенным письмом Ярославец иконописец Дмитрей Григорьев сын Плеханов.
Там же приводятся данные о расчётах за эту работу:
Ряжено ему от того всего стенного писма 1500 рублев, дано ему по рядной записи наперед 400 рублев. Да ему ж иконописцу Дмитрию Григорьеву к тому стенному писму дано на покупку гвоздья на восемьдесят тысяч 50 рублев.

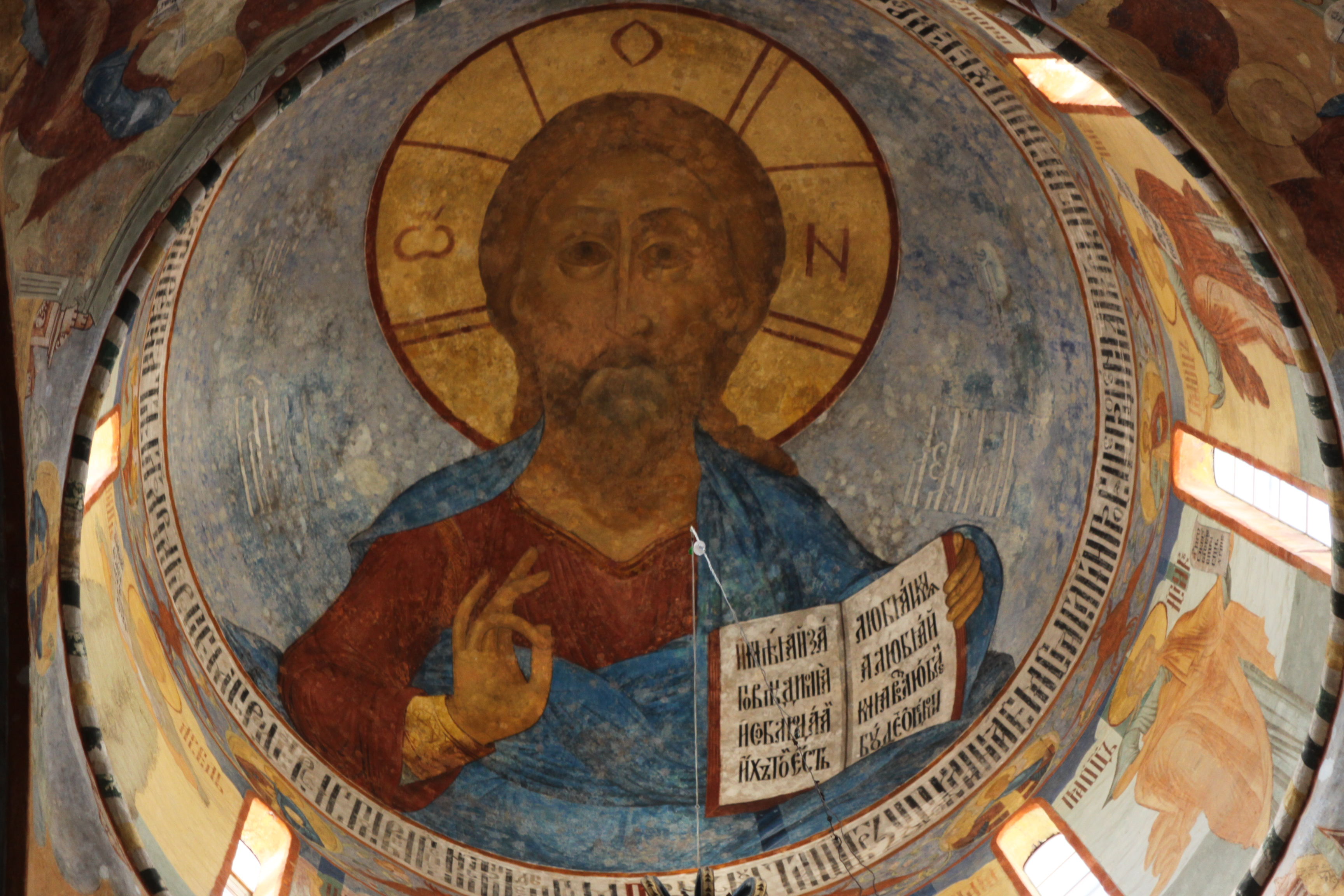
Христос Вседержитель. Роспись купола

Дмитрий Плеханов — живописец первой статьи, выходец из Переславля-Залесского. До Вологды принимал участие в работах по росписи церквей Троицы в Никитниках (1635), церкви Григория Неокесарийского (1667—1669), Успенского собора Троице-Сергиевой лавры (1684), церкви Ростовского кремля, церкви Фёдоровской Богоматери в Ярославле (1715) и ряда других
.
Работы по росписи продолжались два года. Общая площадь росписей — 5000 квадратных метров. Организация работ разделялась по выполнению специальных видов работ отдельными членами артели. Нанесению росписи предшествовало нанесение известковой грунтовки — левкаса — с укреплением гвоздями. Старший мастер — Знаменщик (иконопись) — знаменил работу, то есть создавал рисунок, определял систему росписей, процарапывая (графя) её по влажной штукатурке. Остальные члены артели наносили рисунок по разграфлённой основе: доличники писали одежды, мастера палатного письма писали растительность и орнаменты, уставщики наносили надписи, лики (лица) писал личник. Техника росписи Софийского собора соответствует приёмам, применявшимся в то время в русской монументальной живописи: роспись по непросохшему левкасному грунту и дальнейшей проработкой темперными или клеевыми красками.
Работы по росписи стен Софийского собора, западного крыльца и порталов были завершены 9 июля 1688 года. В последующем роспись несколько раз поновлялась. Так, в 1852 году живопись Софийского собора подверглась капитальному поновлению: почти все фрески переписаны заново, а недостающие части дописаны. Работы были выполнены ярославским штатным иконописцем А. Колчиным с артелью. Был искажён колорит живописи, пропала характерная моделировка светотени.
С 1963 года проводились реставрационные работы, благодаря которым вся роспись освобождена от позднейших записей.

### Программа росписи и особенности письма
Система росписи Софийского собора схожа с таковой в других храмах XVII века, украшенных фресками ярославских живописцев. Тематически содержание большинства сюжетов связано с именем Христа. Роспись подкупольного пространства традиционна для византийского и православного храма. Западная стена полностью посвящена Страшному суду, северная и южная стены, разбитые на горизонтальные пояса, расписаны сюжетами на евангельские темы. На столбах изображены мученики и благоверные князья.
В творчестве мастеров росписи Софийского собора прослеживается сочетание традиционного письма с освоением передовых эстетических принципов. Сюжеты изображаются в близкой своему времени обстановке. В пейзаж вводятся долины, озёра, рощи. На небе появляются облака, и в некоторых сюжетах они изображаются розовым цветом. Появляются изображения крепостных стен и домов. Присутствуют изображения коров, коней, свиней и других животных. Жестам, чертам лиц придаётся эмоциональная окраска.

### Роспись основного куба
Иконографическая схема основного куба следовала образцу Успенского собора Московского кремля и Успенского собора Троице-Сергиевой лавры. В центральном куполе представлены Христос Вседержитель, в боковых куполах — Иоанн Предтеча, Богоматерь Знамение, Отечество и Спас Эммануил. На стенах барабанов изображены праотцы, на подпружных арках — апостолы. На сводах написаны праздники — Рождество Христово, Сретение, Богоявление, Вознесение, Воскресение, Успение богоматери, Благовещение, Рождество Богоматери и Преображение.
На столпах, расписанных в четыре яруса, изображены: мученики, воины, благоверные цари и князья.
На западной стене — Страшный суд. В верхних регистрах южной и северной стен — евангельские сюжеты, которые занимают два яруса, что характерно для росписи соборных храмов и монастырей в XVII—XVIII веках. Ниже — сюжеты «о земной жизни» Богоматери, иллюстрации текстов богородичного акафиста.
Все сцены многофигурны. Изображения Богоматери и Христа в них мало выделяются, иногда отличаясь от человеческих фигур только нимбами. Лики, одежда передаются обобщённо, со сдержанными оживками и теневыми очертаниями. Колористическое решение росписи реализовано за счёт использования преимущественно золотисто-жёлтых, голубых, синих, коричнево-красных и зеленоватых цветов.
В самом нижнем регистре — «Вселенские соборы». Ещё ниже — летописная запись о росписи, а под ней — «убрус», имитирующий расшитую ткань.

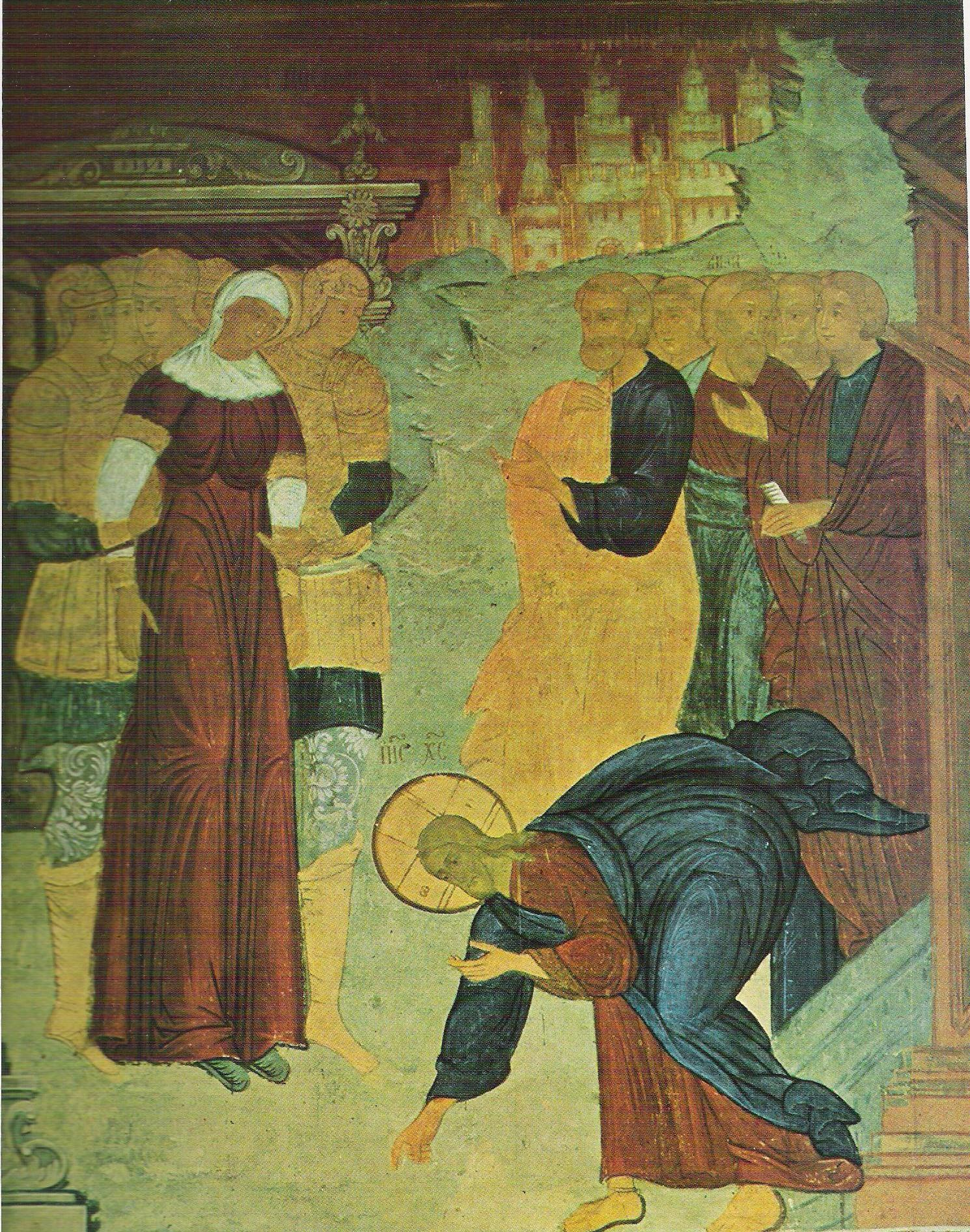
Христос и грешница. Фрагмент росписи северной стены
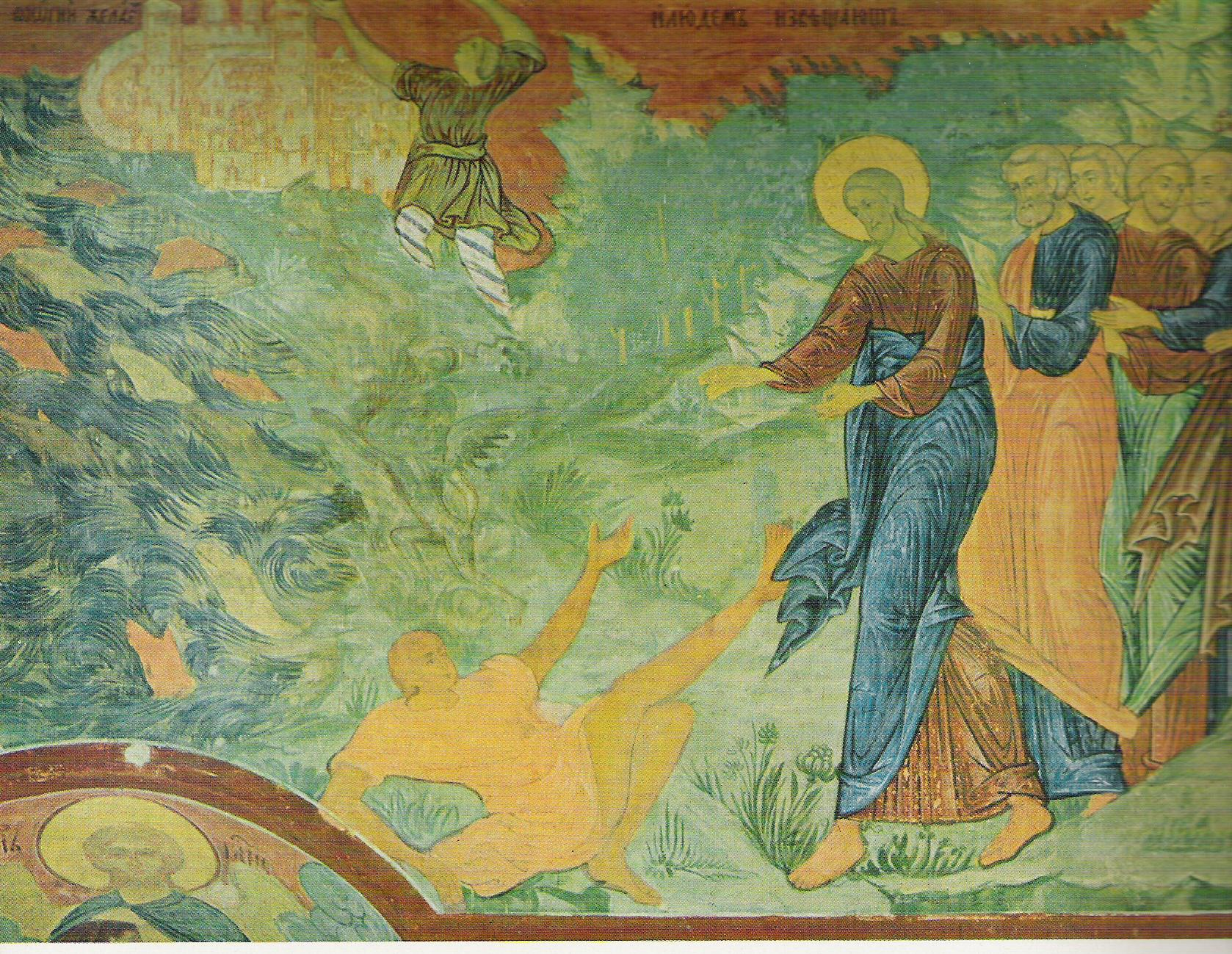
Исцеление бесноватого. Фрагмент росписи северной стены
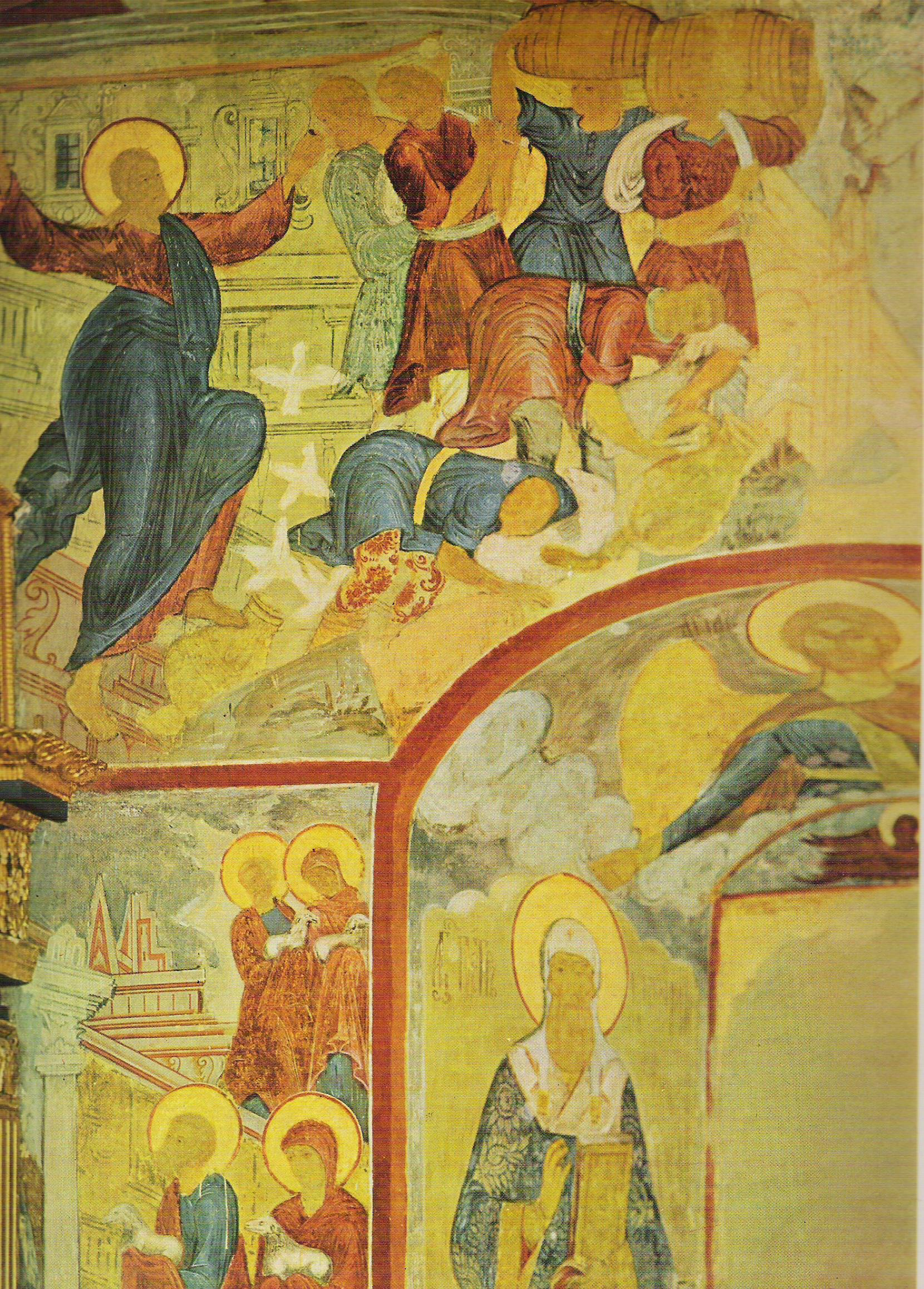
Изгнание торговцев из храма. Фрагмент росписи южной стены
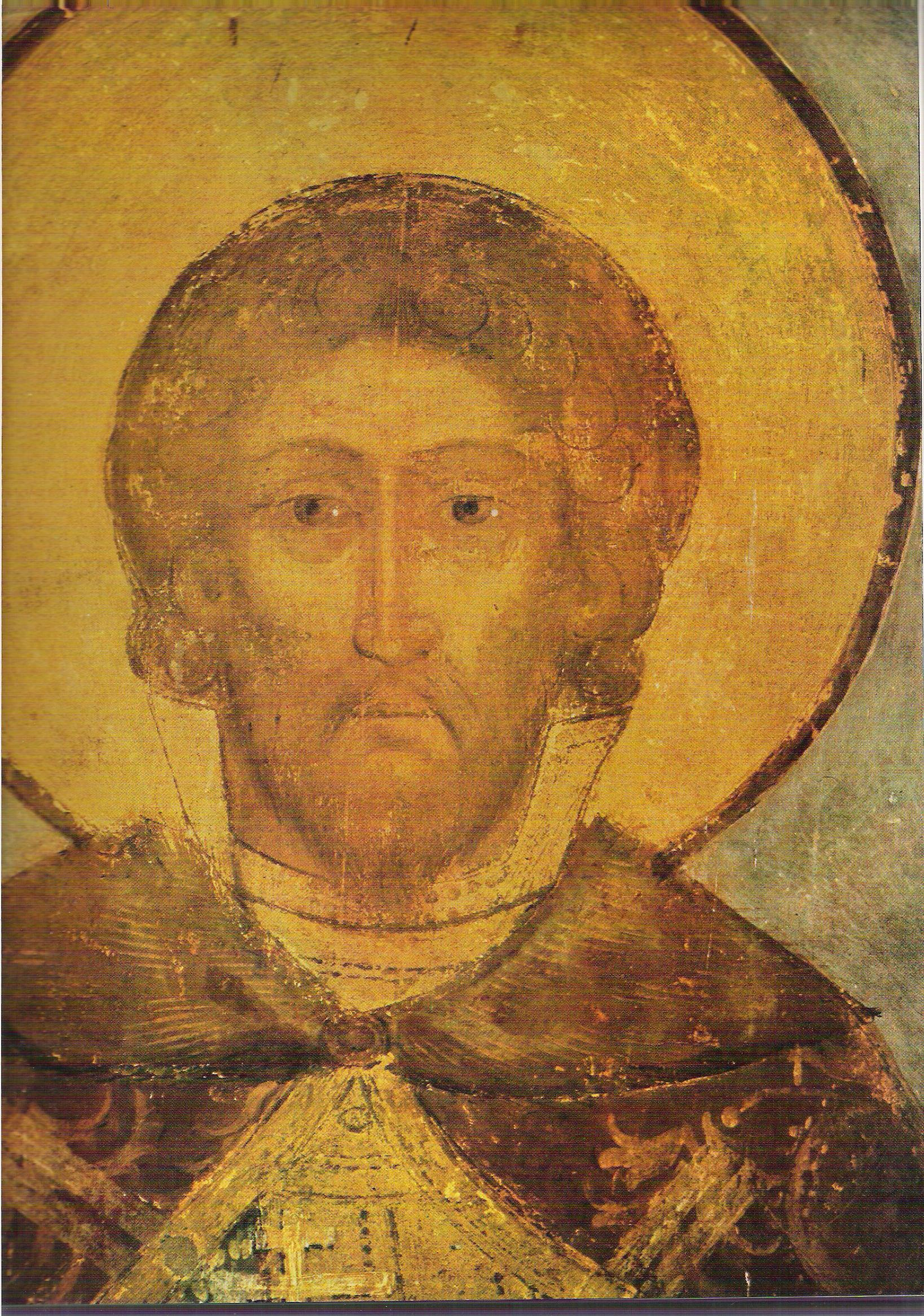
Михаил Тверской. Фрагмент росписи столба

### Росписи входов и порталов
Южный портал — изображения двух ангелов и композиция «Неопалимая Купина» и выше фреска «Троица Новозаветная». На своде западного крыльца — редкая композиция «Древо апостольское».

### Росписи алтарных помещений
В алтаре изображена композиция «София Премудрость Божия Слова» в изводе, близком новгородскому. Иконография этого извода имеет очень сложное трактование. Композиция представляет собой своеобразный Деисус. В его центральной части на престоле (вместо Христа) восседает облачённая в царскую далматику андрогинная фигура с ангельскими крыльями, короной и нимбом. Такая иконография, вероятно, связана с существующим пониманием Софии как Логоса до Воплощения.
Композиция, в целом близкая новгородскому изводу этого сюжета, имеет несколько существенных отличий. Ангелу, восседающему на престоле, предстоят Иоанн Предтеча и Иоанн Богослов (в новгородском варианте — Иоанн Предтеча и Богоматерь). Над Софией написаны полуфигуры Христа и Саваофа с голубем — символом Святого Духа:
На примере этой композиции хорошо видно, как Плеханов, пользуясь нравственно-философскими категориями своего времени, создаёт в росписи Софийского собора некую модель идеального гармоничного мира, в котором судьба каждого человека зависит от степени восприятия им идеалов добра и справедливости, от его доброй воли.
В алтарных изображениях также акцентируется тема прославления Богоматери — здесь находятся композиции «Что тя наречем» и «Персоны» Дионисия Зобниновского и Максима Грека. В конхе алтарной апсиды — «О тебе радуется». В алтарной апсиде — композиция «Тайная вечеря».
В жертвеннике Софийского собора отражается тема последних дней жизни Христа (Страсти Христовы). Здесь находится композиция «Богородице дево радуйся».
В диаконнике — цикл сюжетов из жизни Иоанна Предтечи и вологодские святые.

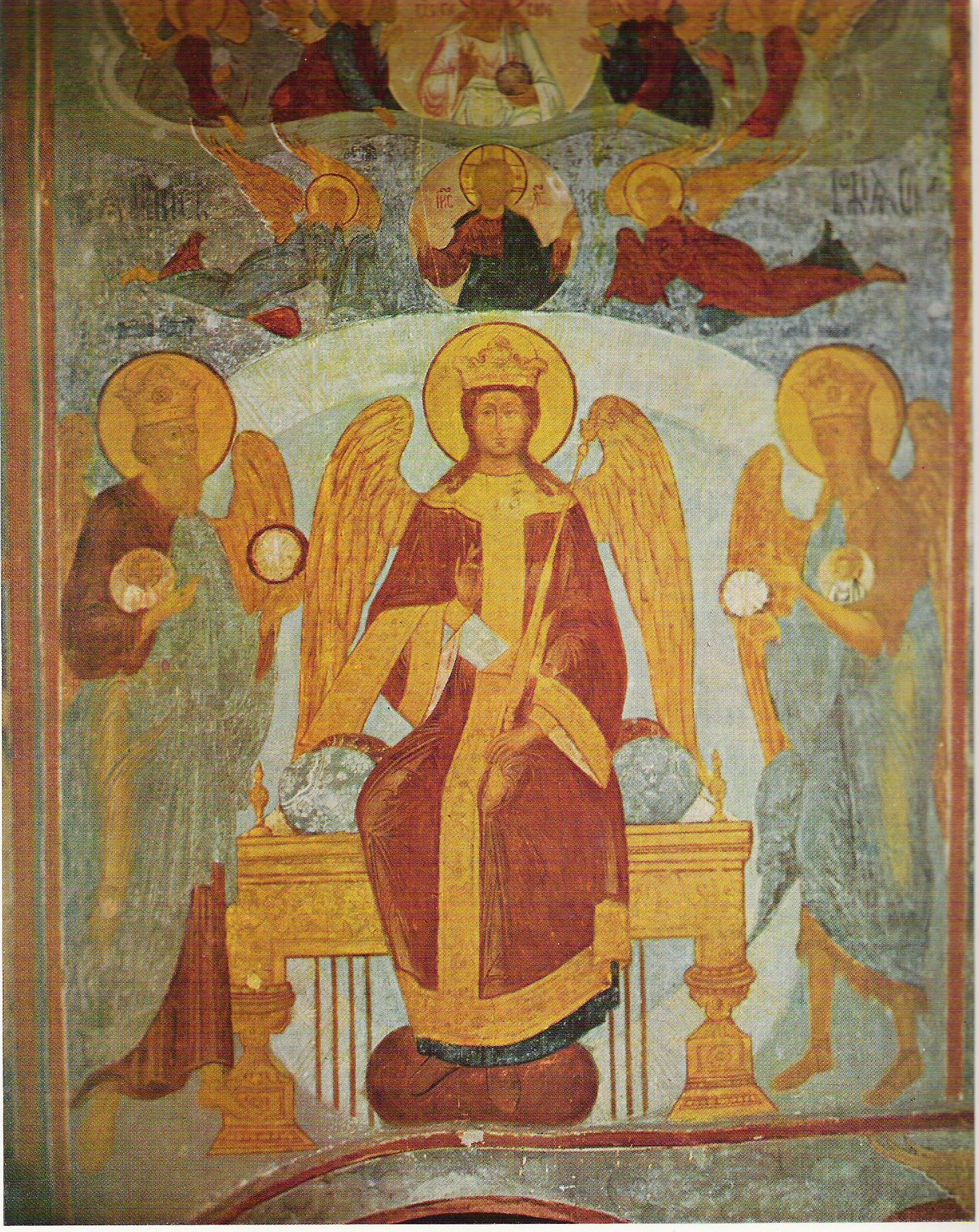
София Премудрость Божия Слова. Фрагмент росписи алтаря
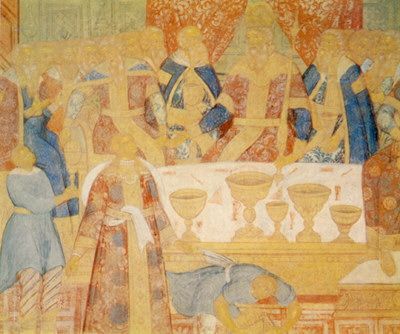
Пир Ирода. Фрагмент росписи дьяконника
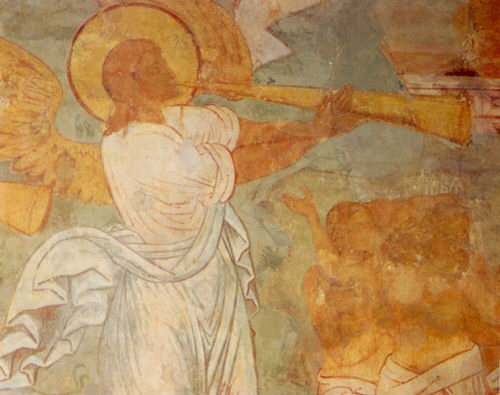
Трубящий ангел. Фрагмент композиции «Страшный суд»
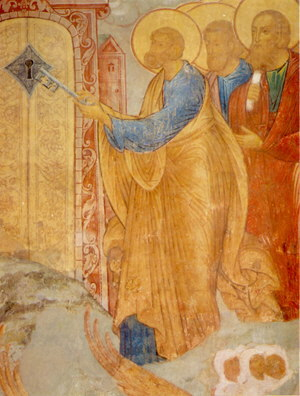
Апостол Пётр с ключами от рая. Фрагмент композиции «Страшный суд»
Иноверцы. Фрагмент композиции «Страшный суд»

### Композиция «Страшный суд»

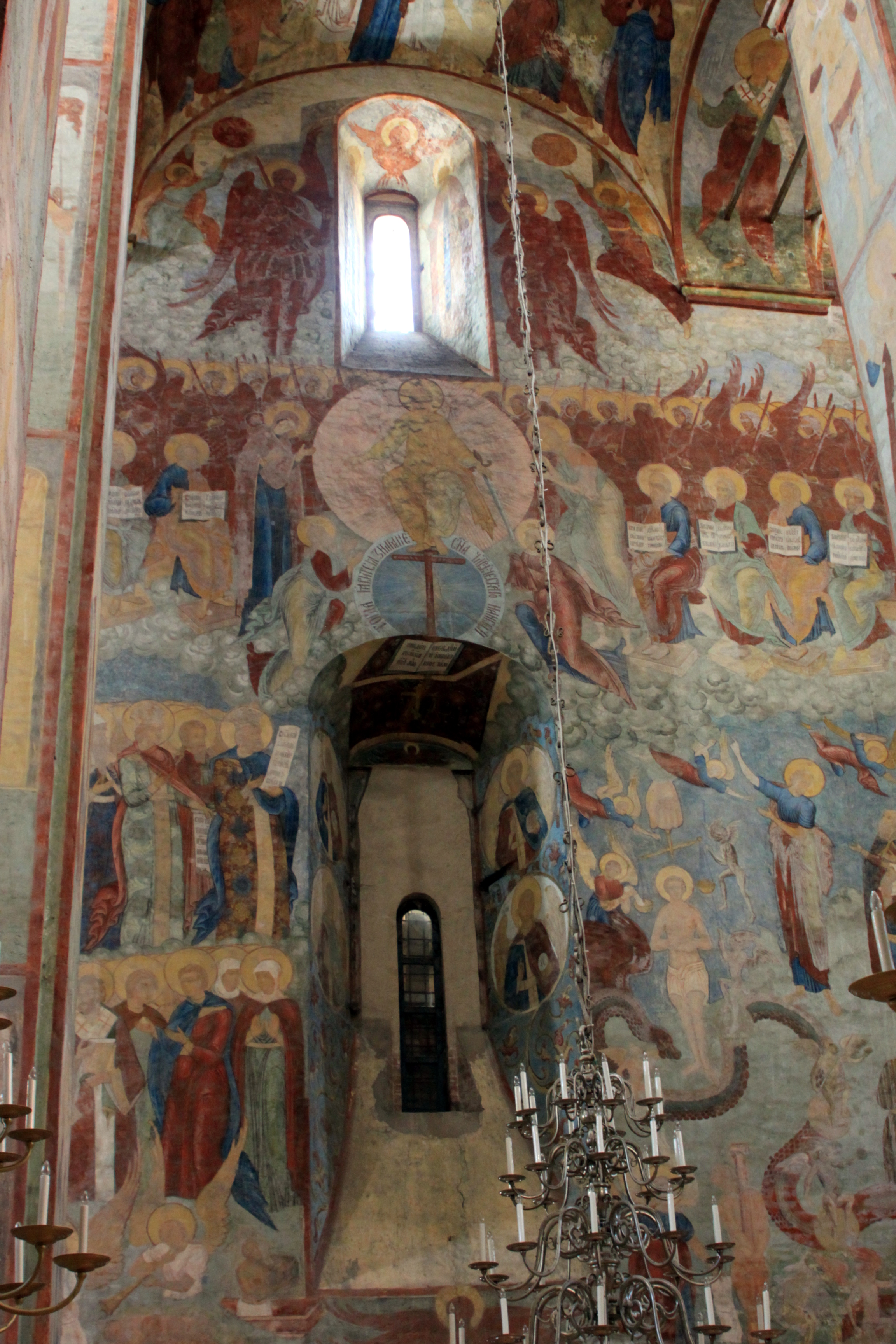
Страшный суд. Роспись западной стены

Композиция «Страшный суд» вологодского Софийского собора — самая большая фреска на этот сюжет в России — занимает площадь около 400 квадратных метров.
В христианстве догмат о всеобщем воскрешении, Судном дне и воздаянии является одним из основополагающих. Верхнюю часть композиции занимает восседающий на троне и творящий Суд Вседержитель. Ниже расположены сцены взвешивания грехов и добродетелей человеческой души. В левой части во главе праведников изображён апостол Пётр с ключом от дверей рая. Грешники, представленные иноверцами в одежде иностранцев того времени, восточными старцами и женщинами в ярких платьях, расположены слева. Внизу композиции в правой части изображён извивающийся змей с наивными фигурками пороков, грехов и пламени ада. В левой части композиции изображены трубящие ангелы, призывающие воды и земли отдать на Суд своих мертвецов. Ангелы изображены ракурсно, снизу.
Их развевающиеся белые одежды на фоне нежно-зеленой земли создают образ впечатляющей монументальности и пластичности. Эта часть композиции «Страшного суда», по силе выражения не имеющая аналогий среди других стенных росписей, приобретает доминирующее значение во всем живописном интерьере и является в некотором роде типичной особенностью росписей вологодского собора. За исключением этой сцены с ангелами все остальные фигуры несколько статичны, скованны и менее пластичны.
В этой фреске ярославские мастера акцентировали древнюю идею «Страшного суда» — близость судного дня, осуждение нечестивых, воздаяние праведникам. Процесс оправдания человека становится главным в этой теме. Фрески Страшного суда написаны в светлом колорите:
Плеханов подчёркнуто традиционен; он словно демонстрирует свою верность «отеческим обычаям». Мягкие, гармоничные отношения плехановского колорита оставляют впечатления светлой и ясной, немного печальной мелодии, снимая напряжённость эсхатологических мотивов.
Фреска «Страшный суд», изображаемая на восточной и важнейших местах храма (в том числе и на западной стене) показывает не сам Суд, а второе пришествие Христа и жизнь будущего века, то есть соединение двух самостоятельных сюжетов «Второе пришествие» и «Суд» и воздаяние по делам. Наличие композиции «Страшный суд» в росписи Софийского собора говорит о высоком иерархическом статусе храма.

## Иконостас

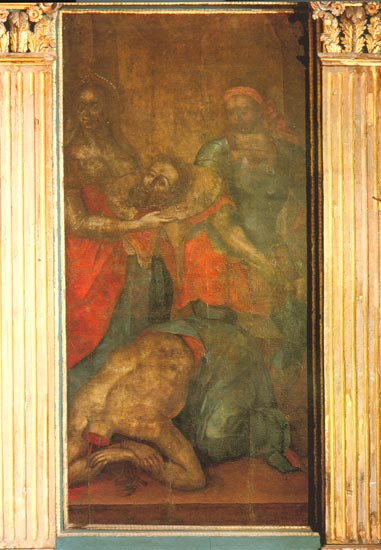
Усекновение главы Иоанна Предтечи. Икона из местного ряда иконостаса. 1730-е гг.

Существующий иконостас Софийского собора — третий по счёту, был создан в 1733—1741 годах.
Ещё до освящения главного престола в храме был освящён придел Иоанна Предтечи, который просуществовал с 1588 по 1850 годы. Из малого иконостаса этого придела происходит икона «Усекновение главы Иоанна Предтечи» (1730-е годы), которая сейчас находится в местном ряду иконостаса в завороте к южной стене.
О первом иконостасе Софийского собора и его иконах нет сведений. Второй иконостас был сделан в 1686—1695 годах. За образец был взят иконостас Успенского собора Троице-Сергиевой лавры. Иконостас был изготовлен резчиками этого монастыря и увенчан деревянными изображениями херувимов и серафимов. Иконы были написаны вологодскими изографами. Во время пожара в Софийском соборе в 1724 году сгорела северная часть иконостаса.
Решение о замене иконостаса принял епископ Павел. В 1737 году монахом польского происхождения Арсением Борщевским было изготовлено «тело» иконостаса. Иконы для нового иконостаса заказал следующий за Павлом епископ — Амвросий Юшкевич (до 1734 года — архимандрит Виленского Духова монастыря). Для исполнения икон он пригласил Максима Искрицкого, мастера польского происхождения, жившего в то время в Вологде и хорошо владевшего приёмами западноевропейской живописи. 21 июня 1738 года, когда работы ещё не были завершены, из-за промедления с написанием икон, Максима Искрицкого выслали из Вологды.
Из справки протопопа Софийского собора Фёдора Гаврилова:

…Максимом Искрицким не дописано во оной соборной церкви живописною работою святых образов в первом апартаменте вместо старых местных вновь местных же четыре, а имянно: Спасителев, Софии Премудрости Божий, Воскресение Христово, на одной деке триех святителей Василия Великого, Григория Богослова, Иоанна Златоустаго, да на правой стране в местных же круг прежних дву образов богородичных Успения Пресвятыя Богородицы и Одигитрия карниз в чюдесех и двои пономарские двери, в пророческом и праотеческом апартаментах в откосах четыре образа малых, а каковыми лицами писать надобно, о том каковое повеление будет. А из вышеписанных местных прежних два образа — Спасителев и Софии Премудрости Божий — имеются весма хорошего и твердого писма и ничем не повредились.

Иконы местного ряда (кроме старых сохранившихся икон: «София Премудрость Божия Слова», «Спас Всемилостивый» и «Богоматерь Одигитрия») были написаны вологодскими мастерами. В ненаписанный «карниз в чюдесех» поместили пядничные иконы. Позднее иконы Софийского собора претерпели многократные поновления, наиболее значительные в 1766 году, при епископе Иосифе Золотом, и в 1848 году, ярославским иконописцем А. М. Колчиным.
Реставрацией 1960—70-х годов с икон были удалены позднейшие наслоения, скрывающие авторскую живопись. Восстановлена лазурно-голубая окраска иконостаса.

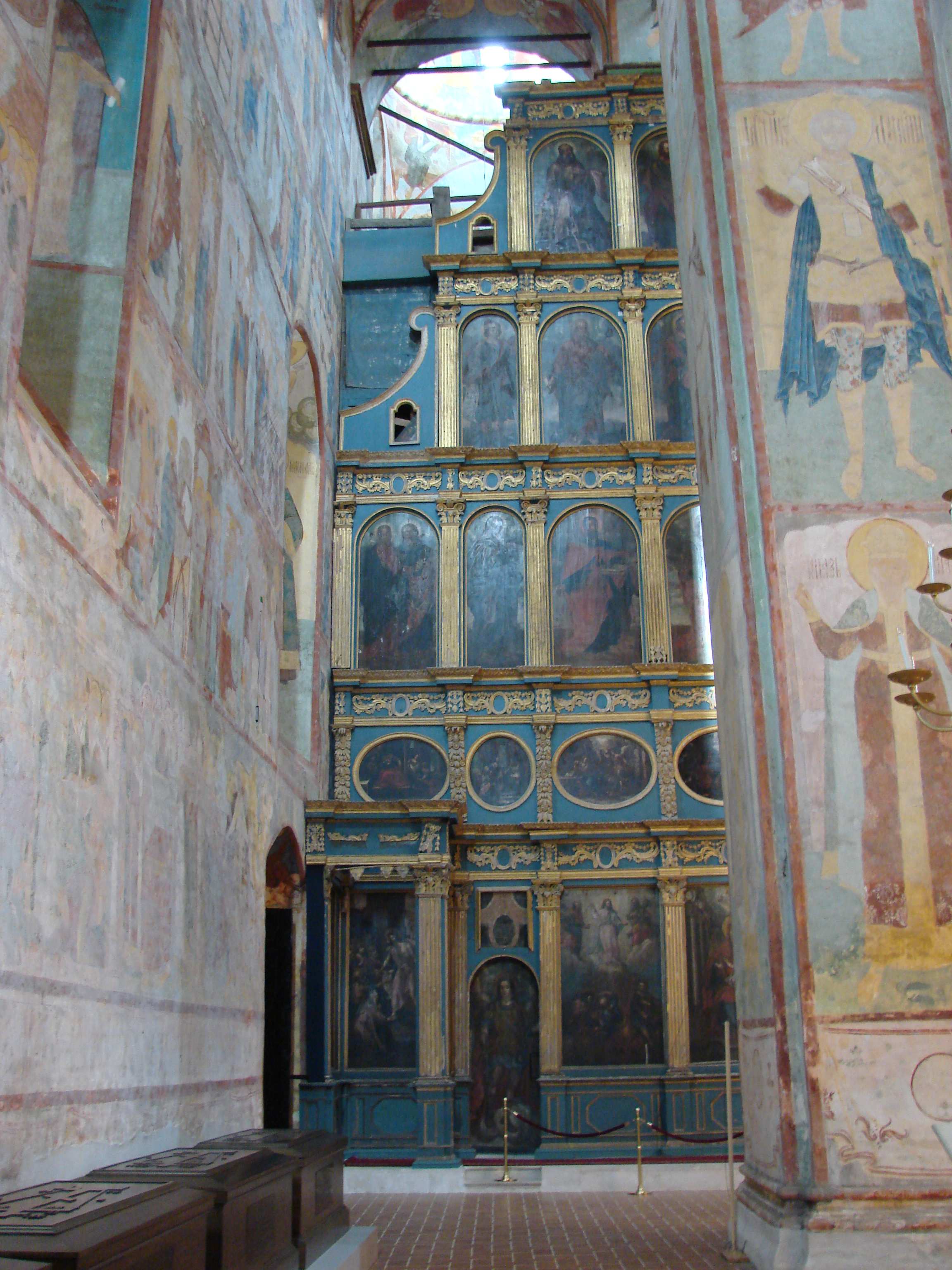
Иконостас. Северная часть
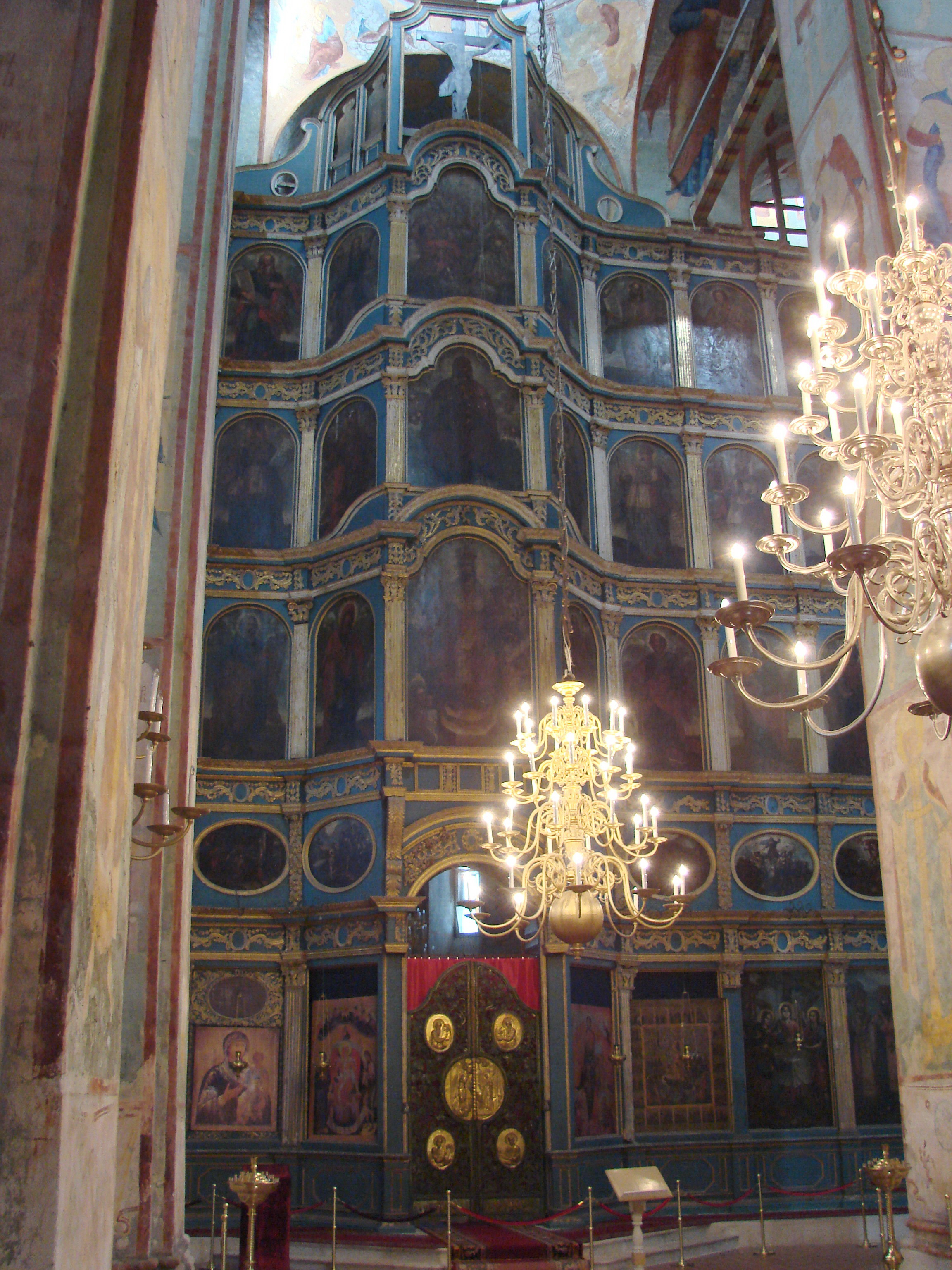
Иконостас. Центральная часть
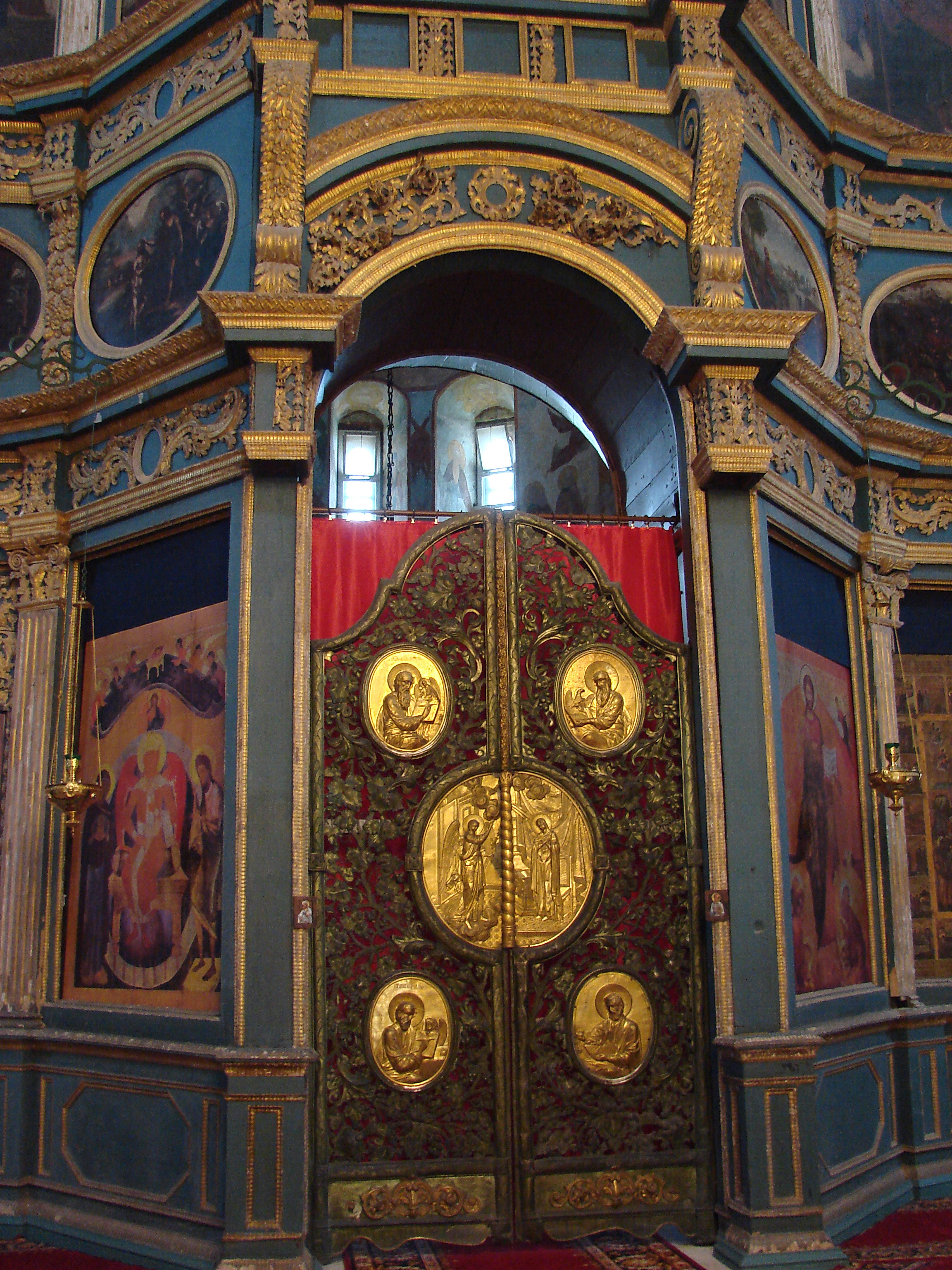
Царские врата
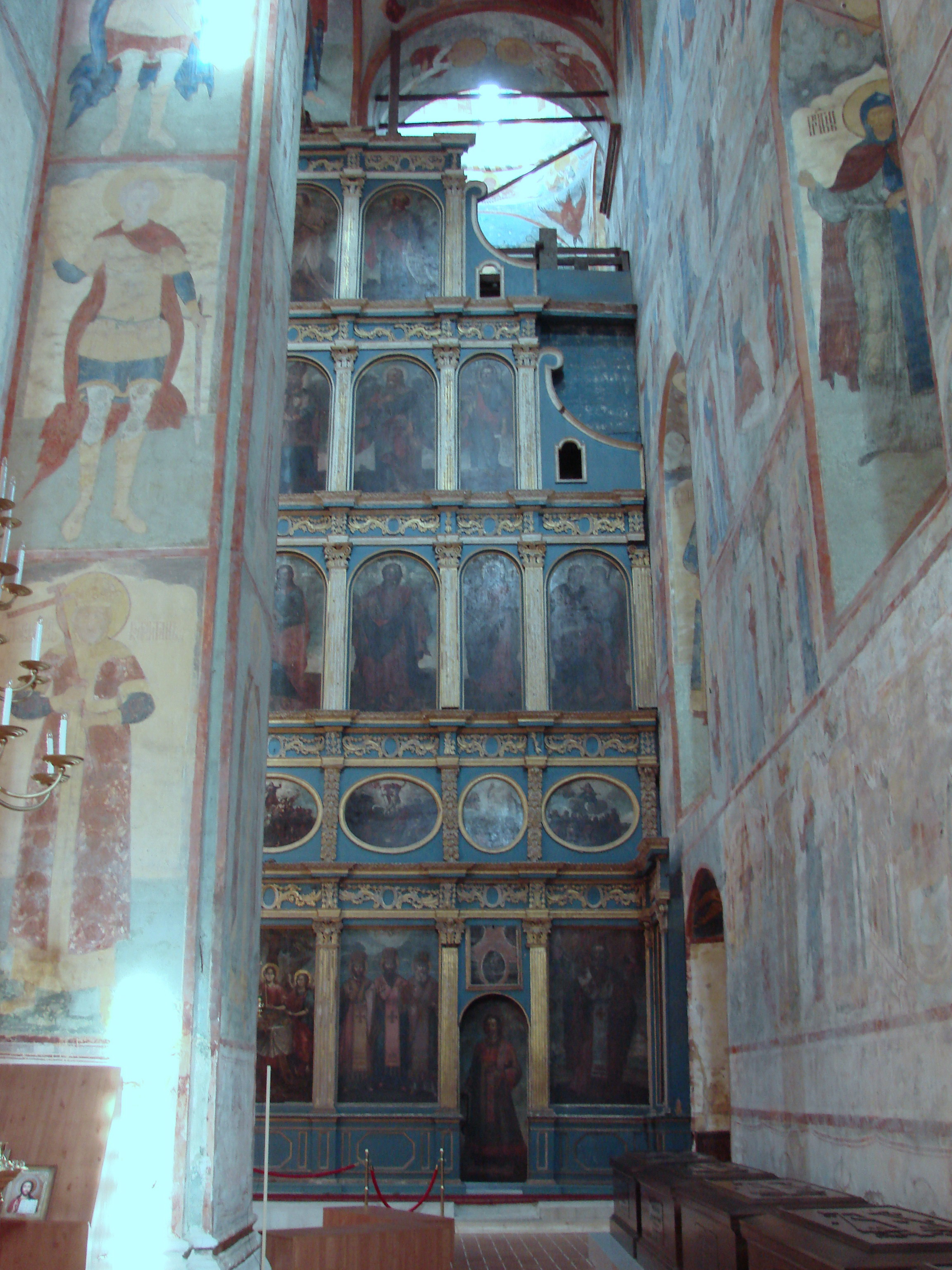
Иконостас. Южная часть

### Устройство иконостаса
Иконостас Софийского собора выполнен в стиле барокко. Имеет пирамидальную форму с выступающими вперёд тремя средними пряслами. Иконы размещены в пять ярусов (рядов). Ярусы разделены позолоченными резными карнизами и поясами, а иконы — золочёными каннелированными пилястрами. Всего в иконостасе находится 64 иконы (включая «Распятие»), 54 из них, судя по сведениям консисторского архива, написаны Максимом Искрицким. Манера письма этого мастера уже близка к светской живописи.

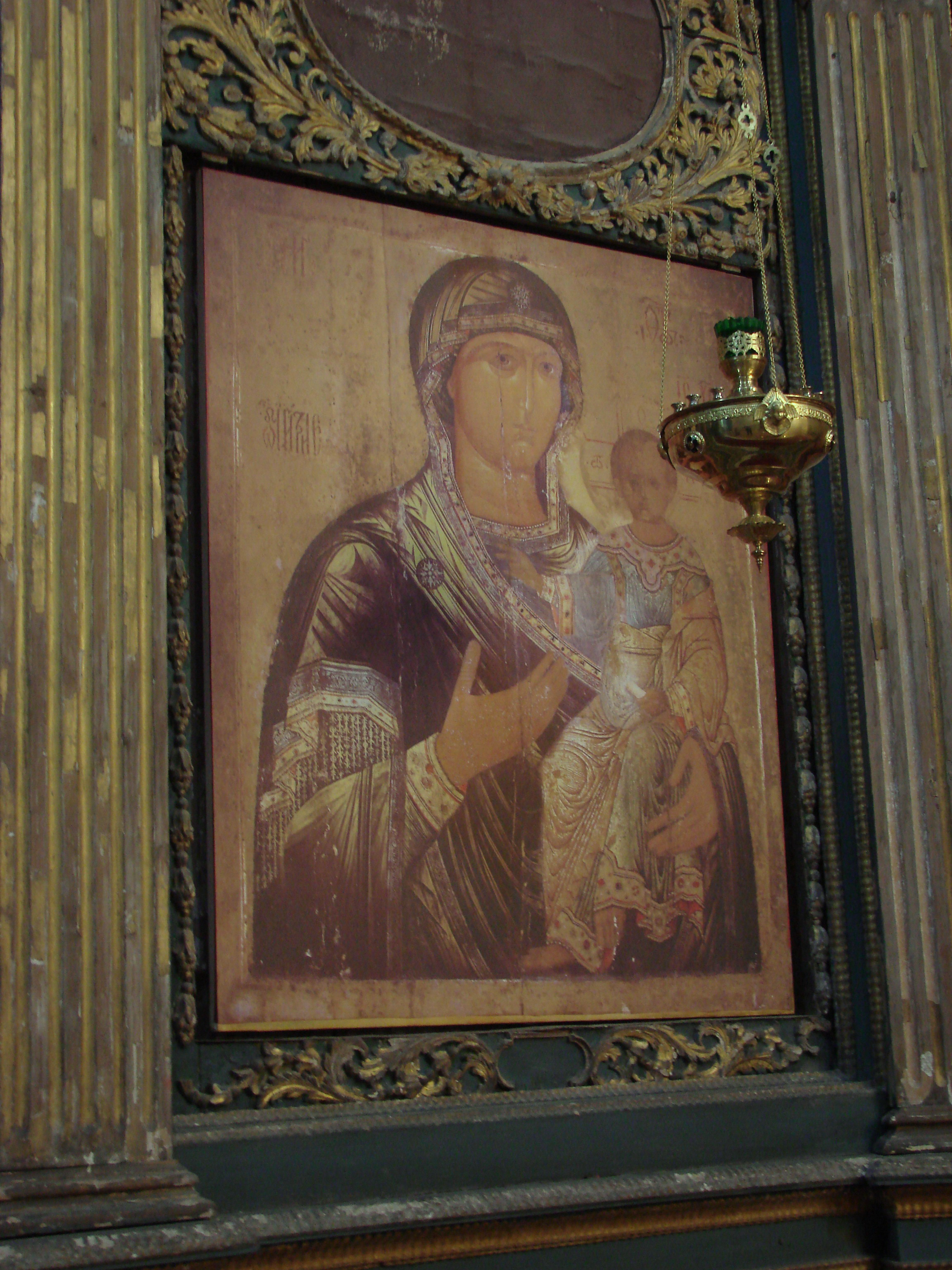
Богоматерь Одигитрия. 1641 г.

Нижний местный ряд: «Спас Всемилостивый с припадающими Корнилием Комельским, Димитрием Прилуцким, Зосимой и Савватием Соловецкими» (около 1657 года), «Богоматерь Одигитрия» (1641 год), «София Премудрость Божия Слова» (1618 год), «Успение» (XIX век), «Троица», «Сошествие во ад», «Три святителя», «Богоматерь на престоле (Премудрость созда себе дом)», «Преображение», «Николай Чудотворец», «Архангел Михаил», «Архидиакон Стефан», «Снятие со креста» и «Усекновение главы Иоанна Предтечи» (все XVIII века). Бронзовые (или латунные) посеребрённые с золочёными деталями царские врата изготовлены в XIX веке.
Храмовая икона «София Премудрость Божия Слова» написана в 1618 году вологодскими иконниками Жданом Дементьевым и Василием Новгородцем.
Праздничный ряд: «Рождество Богоматери», «Введение Богоматери во храм», «Благовещение», «Рождество Христово», «Обрезание», «Богоявление», «Вход в Иерусалим», «Преображение», «Воскресение», «Вознесение Христово», «Сошествие Святого Духа» и «Вознесение Богоматери».
Деисусный ряд: центральный образ в этом ряду — Христос Вседержитель на престоле. Ему предстоят Богоматерь, Иоанн Предтеча и апостолы Пётр, Павел, Иоанн Богослов, Симон, Иаков, Фома, Андрей, Варфоломей и Филипп, евангелисты Лука, Матфей, Марк.
Пророческий ряд: в центре изображена Богоматерь с Младенцем в окружении ангелов, а по сторонам — пророки Соломон, Давид, Моисей, Захария, Исайя, Аарон, Иезекиил, Иеремия, Даниил и Гедеон.
Праотеческий ряд: «Отечество» и 8 праотцев (Адам, Ной, Авраам, Иаков, Сиф, Енох, Авель и Лот). Завершается иконостас живописным «Распятием» с четырьмя предстоящими (Богоматерь, Мария Магдалина, Лонгин Сотник и Иоанн Богослов)
.

## Царское место и донаторское место
В ходе реставрации в 2003 году в центральном портале, возле южного столпа археологами была раскрыта белокаменная кладка. Предположительно, кладка является фундаментом Царского места, где во время богослужений должен был находиться царь. Аналогичные по расположению и качеству исполнения подтронные фундаменты присутствуют только в московском Успенском соборе и в Софийском соборе Великого Новгорода.
В углублённой арке на северной стене жертвенника находится фреска редкого сюжета — «Поминовение усопших». Под ней было обнаружено донаторское место, где должен быть погребён вкладчик храма, то есть Иван Грозный.

## Колокольня
Первая деревянная колокольня Софийского собора была построена в конце XVI века и сгорела во время польско-шведской интервенции 22 сентября 1612 года. Новая деревянная была построена в 1620-х годах. Согласно писцовой книге 1627 года, она была восьмиугольной, с шатровым верхом, крытым «чешу́ей», с «двои полати», тремя лестницами, часами, одиннадцатью колоколами. Эта колокольня сгорела в 1636 году. На её месте в 1642 году построили очередную (третью) деревянную.
В 1654—1659 годах деревянную колокольню заменили каменной. Она представляла собой восьмиугольное столпообразное сооружение с шатровым каменным верхом, увенчанным небольшой главкой. При строительстве применялся камень, сохранившийся от постройки кремля Ивана Грозного. На 1863 год насчитывалось 14 колоколов, кроме того колокольня имела часы. О прежней колокольне Софийского собора можно судить по сохранившейся колокольне Владимирских церквей, которая была построена по образу Софийской.
В 1860-х годах при епископе Вологодском Палладии шатровый верх и звон колокольни были сняты. В 1869—1870 годах на сохранившемся нижнем ярусе (высотой около 17 метров) по проекту архитектора В. Н. Шильдкнехта была построена более высокая колокольня в псевдоготическом стиле. С этого времени колокольня имеет высоту 78,5 метров (на 32 метра выше предшествующей) и считается самой высокой в Вологодской епархии. В верхнем ярусе колокольни имеется смотровая площадка. Колокольню венчает позолоченный купол с крестом.

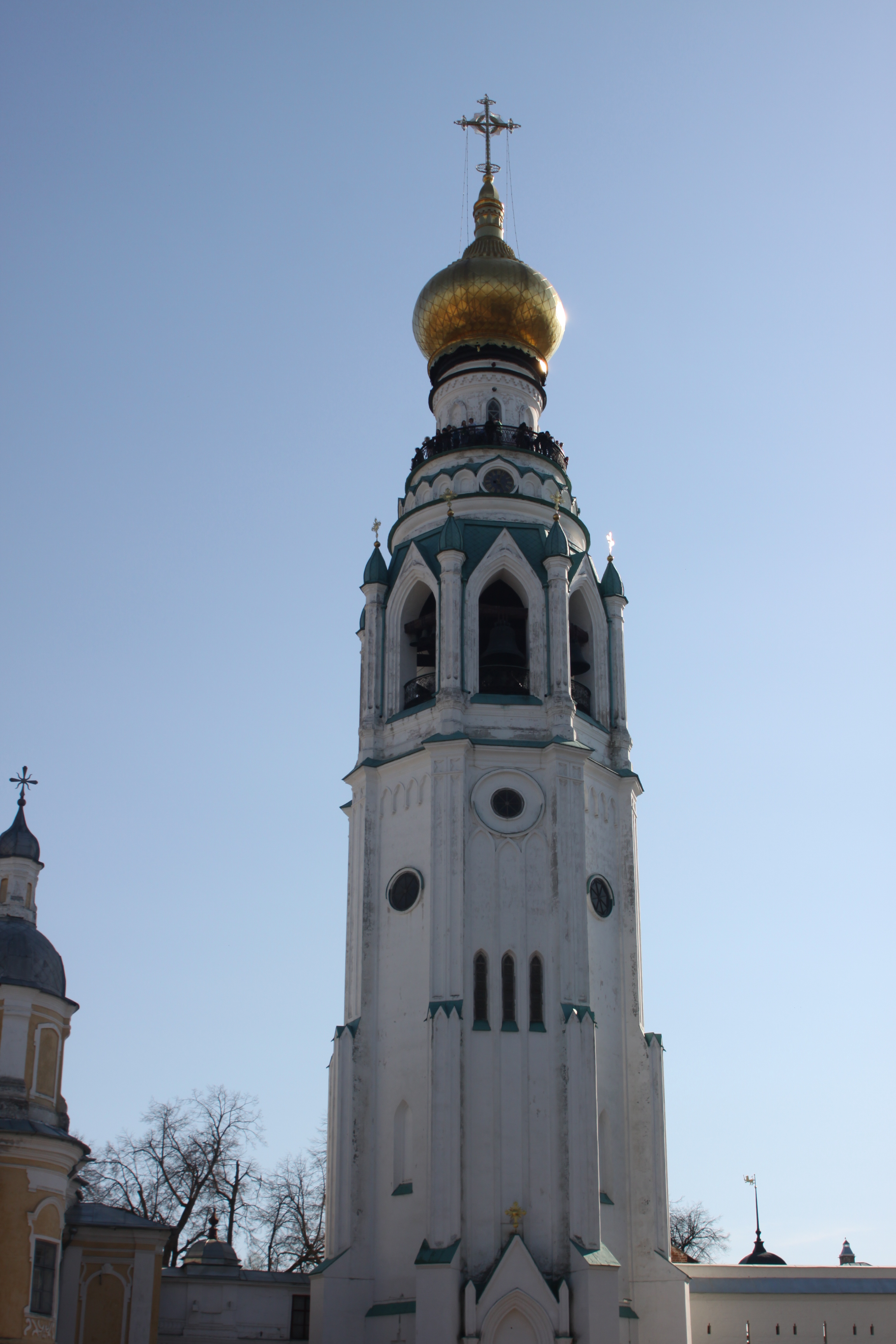
Колокольня Софийского собора. 1869—1870 гг. Архитектор В. Н. Шильдкнехт. Нижний ярус оставлен от разобранной шатровой колокольни
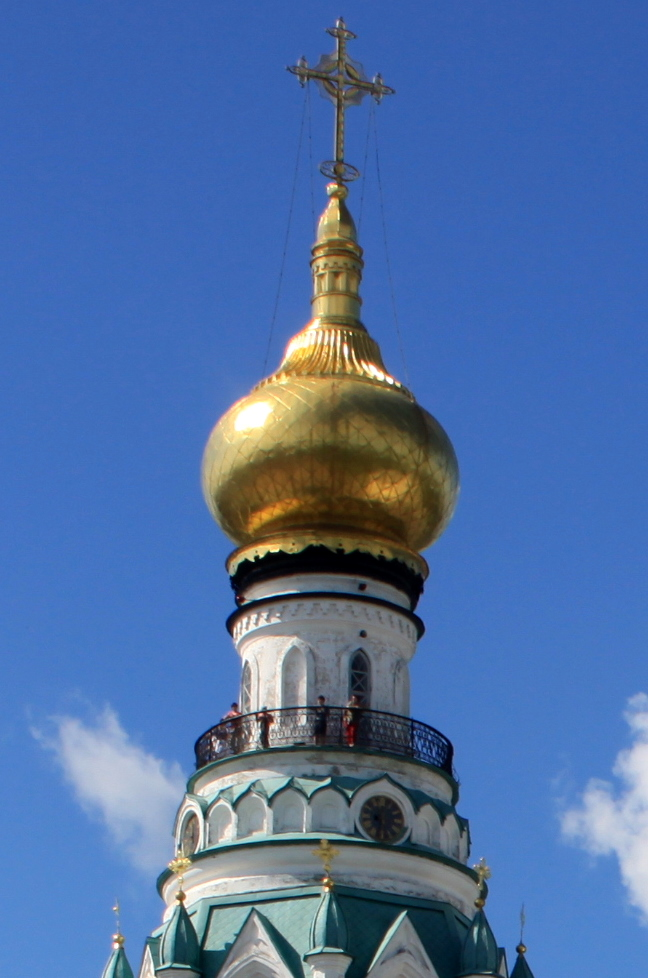
Глава колокольни и верхний ярус со смотровой площадкой и часами
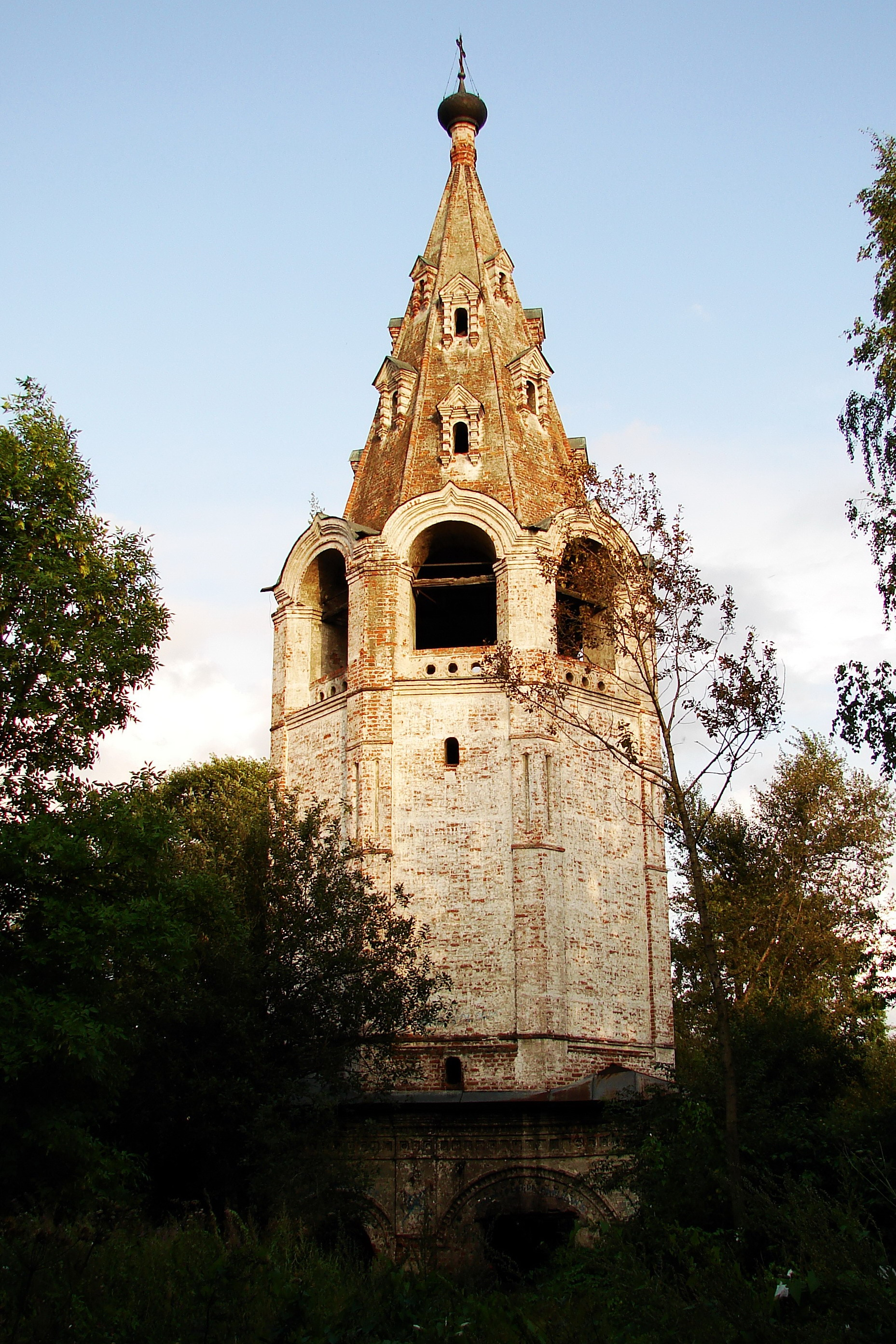
Шатровая колокольня тёплой Владимирской церкви построена в 1684—1689 гг. по образцу прежней колокольни Софийского собора

На Софийской колокольне установлены колокола работы голландских, русских и немецких мастеров XVII, XVIII и XIX веков. Среди колоколов XVII века: старейший «Часовой» (1627 г.), «Великопостный» (1643 г.), «Водовоз» (1643 г.), «Малая лебедь» (богато украшенный «травами», вязью летописи и клеймами с изображениями святых, из упразднённого Николаевского Озерского монастыря, 1656 г.), «Большой» (или «Праздничный», весом 462 пуда (ок. 7580 кг), отлит в Любеке, 1687 г.), «Большая лебедь» (1692 г.) и «Архангельский» (1688 г.). Колокол «Большая лебедь» отлит И. Ф. Моториным, создавшим знаменитый Царь-колокол. В «летописи», опоясывающей «Большую лебедь» двумя поясами рельефной вязи, сказано:
«Лета 7200-го вылит сей колокол при державе великих государей царей и великих князей Иоанна Алексиевича, Петра Алексиевича всея великия и малыя и белыя России самодержцев. Лил сей колокол мастер Иван Моторин».
Всего в 1701 году на колокольне насчитывалось 22 колокола. В декабре 1871 года на колокольне установили новые часы с четырьмя перечастными колоколами. Когда в 1701 году по всей России описывались колокола для изъятия четвёртой части «колоколенной меди» на военные нужды, вместо софийских колоколов в Москву были отправлены 2 битых колокола, много меди разных сортов и олова. В благодарность от Петра I вологжане получили грамоту, а в 1702 году — 2 колокола в подарок (один из которых — моторинская «Большая лебедь»). Всего на новой колокольне висело 26 колоколов. Все они, за исключением самого маленького, сохранились до наших дней. Колокола Софийского собора вновь используются с 1989 года.

## Культовое назначение собора
После переноса Архиерейского двора от Воскресенской церкви на Ленивой площадке внутрь Кремля, Софийский собор с 1587 по 1923 год являлся кафедральным храмом Вологодской епархии. Вдоль северной и южной стен находятся захоронения 11 архиереев: епископа Вологодского и Великопермского Киприана (умер в 1556 году, мощи перенесены из деревянной церкви Воскресения на Ленивой площадке), архиепископов Вологодских и Великопермских Антония (1588), Иоасава (1610), Корнилия (1625), Нектария (1626), архиепископа Вологодского и Белозерского Гавриила (1707), епископов Вологодских и Белозерских Павла (1725) и Пимена (1753), Серапиона (1792), Иосифа Золотого (1774), епископа Вологодского и Устюжского Иринея (1796), Арсения (1802).
Во второй половине XVII века у стен Софийского собора проводилась инсценировка Страшного суда. За алтарём, под открытым небом на сооружённое возвышение ставилась икона «Страшного суда» и вода для освящения. Устраивался крестный ход и читались соответствующие места из Евангелия.
До XVIII века в Софийском соборе богослужения проходили круглогодично, а после постройки в 1776 году Воскресенского собора он стал зимним кафедральным храмом.
В июне 2007 года город Вологду посетил патриарх Московский и Всея Руси Алексий II, который отслужил литургию в Софийском соборе.

### Настоятели
| Даты         | Настоятель                                         |
| ------------ | -------------------------------------------------- |
| 1588 — ?     | (?) протоиерей Иоанн                               |
| ? — 1613 — ? | протоиерей Василий Никифорович Спицын              |
| 1613—1628    | закрыт (?)                                         |
| 1628—1639    | протоиерей Лука Иосифов                            |
| 1639—1652    | протоиерей Фёдор Романов                           |
| 1652—1664    | протоиерей Иродион Феоклистов                      |
| 1664—1674    | протоиерей Самуил Иоаннович Бурнашев               |
| 1674—1685    | протоиерей Иоанн Мефодиев                          |
| 1685—1696    | протоиерей Дмитрий Митрофанович Муромцев           |
| 1696—1702    | (?)                                                |
| 1702—1713    | протоиерей Иоанн Григорьев                         |
| 1713—1731    | протоиерей Алексей Семёнов                         |
| 1731—1744    | протоиерей Фёдор Гаврилович Изуграфов (Бохтюжский) |
| 1744—1768    | протоиерей Фёдор Иоаннович Яновский                |
| 1768—1790    | протоиерей Иоанн Иоаннов                           |
| 1790—1822    | протоиерей Георгий Исидорович Подосёнов            |
| 1822—1841    | протоиерей Виктор Иоаннович Венский                |
| 1841—1883    | протоиерей Василий Иоаннович Нордов                |
| 1883—1917    | протоиерей Николай Евграфович Якубов               |
| 1924—2014    | закрыт                                             |
| 2016—2022    | протоиерей Алексий Алексеевич Ольховников          |
| 2022—        | протоиерей Андрей Вениаминович Смирнов             |

С 7 сентября 1900 года по 6 февраля 1901 года священником собора служил Николай (Караулов), в будущем епископ Вельский, викарий Вологодской епархии, причисленный в 2000 году к лику святых Русской православной церкви.